# Список эпизодов телесериала «Комиссар Рекс»
Список эпизодов телесериала «Комиссар Рекс», снятого в жанре «полицейская драма» о приключениях немецкой овчарки по кличке Рекс, которая служит в полиции. Впервые появился на экранах 10 ноября 1994 года на канале ORF 1.
Телесериал рассказывает о полицейских Вены, а позднее Рима, работающих в отделе по расследованию убийств. Им приходится иметь дело как с убийствами, совершёнными на бытовой почве, так и с профессиональными преступниками и серийными убийцами. В расследованиях им помогает полицейский пёс Рекс. Одновременно с расследованиями убийств, развивалась личная жизнь главных персонажей телесериала. Большинство эпизодов телесериала построено по нестандартной для детективов схеме: зритель с самого начала знает, кто преступник.
Первоначально телесериал снимался в Австрии, где был закрыт в 2004 году после 10 сезонов. Три года спустя сериал был возобновлён в производстве Италии, с переносом действия из Вены в Рим. Часто критиковавшийся профессиональными кинологами, телесериал имел значительный успех на протяжении большей части периода своей трансляции. Телесериал транслировался во многих странах, был удостоен нескольких наград, а комиссар Рекс стал одной из самых известных собак в мире. В 2015 году, после окончания 18 сезона, сериал снова был закрыт.

## Обзор сезонов
| Сезон | Сезон   | Эпизоды | Первоначальный эфир | Первоначальный эфир | Дата выхода DVD | Дата выхода DVD | Дата выхода DVD | Дата выхода DVD  | Дата выхода DVD | Дата выхода DVD |
| Сезон | Сезон   | Эпизоды | Премьера сезона     | Финал сезона        | Регион 1        | Регион 2        | Регион 3        | Регион 4         | Регион 5        | Регион All      |
| ----- | ------- | ------- | ------------------- | ------------------- | --------------- | --------------- | --------------- | ---------------- | --------------- | --------------- |
|       | Приквел | 1       | 25 декабря 1997     | 25 декабря 1997     | н/д             | н/д             | н/д             | н/д              | 4 апреля 2006   | н/д             |
|       | 1       | 14      | 10 ноября 1994      | 9 февраля 1995      | н/д             | 7 апреля 2009   | н/д             | 20 июня 2005     | н/д             | 7 мая 2012      |
|       | 2       | 15      | 19 октября 1995     | 22 февраля 1996     | н/д             | 18 августа 2009 | н/д             | 22 сентября 2005 | н/д             | 7 мая 2012      |
|       | 3       | 12      | 24 октября 1996     | 9 января 1997       | н/д             | 6 апреля 2010   | н/д             | 24 января 2006   | н/д             | 7 мая 2012      |
|       | 4       | 13      | 8 января 1998       | 26 марта 1998       | н/д             | 1 апреля 2008   | н/д             | 31 марта 2006    | н/д             | 7 мая 2012      |
|       | 5       | 13      | 28 января 1999      | 22 апреля 1999      | н/д             | 7 октября 2008  | н/д             | 16 августа 2006  | н/д             | 7 мая 2012      |
|       | 6       | 12      | 16 февраля 2000     | 10 мая 2000         | н/д             | 24 августа 2010 | н/д             | 10 ноября 2006   | н/д             | 7 мая 2012      |
|       | 7       | 10      | 28 марта 2001       | 30 мая 2001         | н/д             | 8 февраля 2011  | н/д             | 7 февраля 2007   | н/д             | 7 мая 2012      |
|       | 8       | 13      | 9 октября 2002      | 15 января 2003      | н/д             | 23 августа 2011 | н/д             | 7 июня 2007      | н/д             | 7 мая 2012      |
|       | 9       | 13      | 27 ноября 2003      | 18 марта 2004       | н/д             | н/д             | н/д             | 17 ноября 2008   | н/д             | н/д             |
|       | 10      | 4       | 28 сентября 2004    | 19 октября 2004     | н/д             | н/д             | н/д             | 27 ноября 2009   | н/д             | н/д             |
|       | 11      | 8       | 29 января 2008      | 19 февраля 2008     | н/д             | н/д             | н/д             | 2 ноября 2011    | н/д             | н/д             |
|       | 12      | 11      | 17 марта 2009       | 13 апреля 2009      | н/д             | н/д             | н/д             | н/д              | н/д             | н/д             |
|       | 13      | 12      | 14 июня 2011        | 19 июля 2011        | н/д             | н/д             | н/д             | н/д              | н/д             | н/д             |
|       | 14      | 12      | 3 ноября 2011       | 11 ноября 2011      | н/д             | н/д             | н/д             | н/д              | н/д             | н/д             |
|       | 15      | 12      | 26 ноября 2012      | 11 февраля 2013     | н/д             | н/д             | н/д             | н/д              | н/д             | н/д             |
|       | 16      | 11      | 20 декабря 2013     | 20 января 2014      | н/д             | н/д             | н/д             | н/д              | н/д             | н/д             |
|       | 17      | 12      | 31 марта 2014       | 5 мая 2014          | н/д             | н/д             | н/д             | н/д              | н/д             | н/д             |
|       | 18      | 12      | 27 февраля 2015     | 19 июня 2015        | н/д             | н/д             | н/д             | н/д              | н/д             | н/д             |

## Список эпизодов

### Приквел (1997)
| Номер    | Название                                                                    | Режиссёр          | Сценарий                  | Дата премьеры   |  |
| -------- | --------------------------------------------------------------------------- | ----------------- | ------------------------- | --------------- |  |
| 0 (1x00) | «Малыш Рекс — четвероногий детектив» (нем. Baby Rex - Der kleine Kommissar) | Оливер Хиршбигель | Петер Хайек и Петер Мозер | 25 декабря 1997 |  |
|          |                                                                             |                   |                           |                 |  |
|          |                                                                             |                   |                           |                 |  |

### Первый сезон (1994)
| Номер | Название                                                              | Режиссёр          | Сценарий                  | Дата премьеры   |  |
| --- | --------------------------------------------------------------------- | ----------------- | ------------------------- | --------------- |  |
| 1 (1x01) | «Конечная остановка — Вена» (нем. Endstation Wien)                    | Хайо Гис          | Петер Хайек и Петер Мозер | 10 ноября 1994  |  |
| В венском кафе раздаётся взрыв. Погибает некий Пётр Жуков, коммерсант из России. Причиной взрыва стала бомба, которую оставил в кафе партнёр Жукова по бизнесу. При попытке ареста он убивает полицейского Михаэля. Новым хозяином Рекса становится комиссар полиции Рихард Мозер.                                           |                                                                       |                   |                           |                 |  |
| |                                                                       |                   |                           |                 |  |
| 2 (2x01) | «Безупречное убийство» (нем. Ein perfekter Mord)                      | Хайо Гис          | Петер Хайек и Петер Мозер | 17 ноября 1994  |  |
| Ганс Фельзнер, владелец хойригера, неожиданно умирает от сердечного приступа. Однако во время вскрытия выясняется, что это было убийство. Расследованием дела поручено заняться Мозеру, а также его напарникам — Эрнсту Штокингеру и Петеру Хеллереру. В скором времени происходит ещё одно убийство.                        |                                                                       |                   |                           |                 |  |
| |                                                                       |                   |                           |                 |  |
| 3 (3x01) | «Бегство в смерть» (нем. Flucht in den Tod)                           | Оливер Хиршбигель | Петер Хайек и Петер Мозер | 24 ноября 1994  |  |
| На обочине дороги найден окоченелый труп. Вскоре после этого, на мусорке, Рекс находит два расчленённых трупа в чёрных пластиковых пакетах. Полицейский патолог Леонардо Граф обнаруживает, что у всех тел вырезаны почки. Расследование выводит Мозера и Рекса на чёрный рынок по продаже человеческих органов.             |                                                                       |                   |                           |                 |  |
| |                                                                       |                   |                           |                 |  |
| 4 (4x01) | «Убийства пожилых дам» (нем. Der Tod der alten Damen)                 | Оливер Хиршбигель | Петер Хайек и Петер Мозер | 1 декабря 1994  |  |
| Пожилую женщину находят убитой в собственной квартире. В скором времени происходит ещё 2 убийства пожилых женщин. Мозер не может прийти к однозначному выводу, идёт ли речь о маньяке или убийства не связаны между собой.                                                                                                   |                                                                       |                   |                           |                 |  |
| |                                                                       |                   |                           |                 |  |
| 5 (5x01) | «Танец на вулкане» (нем. Tanz auf dem Vulkan)                         | Детлеф Рёнфельдт  | Петер Хайек и Петер Мозер | 8 декабря 1994  |  |
| Заключённый Борек, который был вывезен на прием к дантисту, смог сбежать из-под стражи. Скрываясь, он укрылся в балетной школе, взяв несколько учениц и их учительницу в заложники. На переговоры выезжает Мозер, так как в прошлом именно он арестовал Борека.                                                              |                                                                       |                   |                           |                 |  |
| |                                                                       |                   |                           |                 |  |
| 6 (6x01) | «Убийство в Шёнбрунне» (нем. Die Tote von Schönbrunn)                 | Детлеф Рёнфельдт  | Петер Хайек и Петер Мозер | 15 декабря 1994 |  |
| В парке Шёнбрунн находят тело убитой молодой женщины. Мозер подозревает в убийстве работника зоопарка, ранее судимого. Но вскоре под подозрение попадает врач, который, как оказывается, знает больше, чем говорит. |                                                                       |                   |                           |                 |  |
| |                                                                       |                   |                           |                 |  |
| 7 (7x01) | «Диагноз: убийство» (нем. Diagnose Mord)                              | Детлеф Рёнфельдт  | Петер Хайек и Петер Мозер | 22 декабря 1994 |  |
| Мозер тайно проникает под видом пациента в клинику, где в течение короткого времени умерли несколько пациентов. На первый взгляд кажется, что их смерть наступила в результате алкогольного отравления, но Мозер выясняет, что речь идёт об убийствах.                                                                       |                                                                       |                   |                           |                 |  |
| |                                                                       |                   |                           |                 |  |
| 8 (8x01) | «Тихий дом» (нем. Ein feines Haus)                                    | Бодо Фюрнайзен    | Петер Хайек и Петер Мозер | 29 декабря 1994 |  |
| Во дворе жилого дома находят тело женщины, которая покончила с собой. Через некоторое время полиция обнаруживает тело бездомного мужчины, избитого до смерти. В ходе расследования Мозер и его напарники приходят к выводу, что добропорядочные жители дома что-то скрывают.                                                 |                                                                       |                   |                           |                 |  |
| |                                                                       |                   |                           |                 |  |
| 9 (9x01) | «Амок» (нем. Amok)                                                    | Бодо Фюрнайзен    | Петер Хайек и Петер Мозер | 5 января 1995   |  |
| Штефан Ланц, узнав, что он ВИЧ-инфицирован, стал убивать всех, с кем у него были отношения. Мозер пытается остановить серию убийств. Ведь ко всему прочему Ланц не знает, что поставленный ему диагноз ошибочен. |                                                                       |                   |                           |                 |  |
| |                                                                       |                   |                           |                 |  |
| 10 (10x01) | «Золотая медаль» (нем. Der erste Preis)                               | Эдвард Беннет     | Петер Хайек и Петер Мозер | 12 января 1995  |  |
| Маленькая девочка Рената Вагнер найдена мертвой после посещения фортепианного концерта. Вскоре после этого происходит убийство пианистки Кристы Штробль. Мозеру приходится действовать быстро, чтобы предотвратить очередное убийство.                                                                                       |                                                                       |                   |                           |                 |  |
| |                                                                       |                   |                           |                 |  |
| 11 (11x01) | «Мишки-убийцы» (нем. Tödliche Teddys)                                 | Оливер Хиршбигель | Петер Хайек и Петер Мозер | 19 января 1995  |  |
| В витрине игрушечного магазина взрывается игрушечный медвежонок. Штокингер и Хеллерер пытаются выяснить, с какой целью в игрушку установили взрывное устройство. Мозер в это время лежит дома из-за перелома ноги, но тоже участвует в расследовании.                                                                        |                                                                       |                   |                           |                 |  |
| |                                                                       |                   |                           |                 |  |
| 12 (12x01) | «Принеси мне череп Бетховена» (нем. Bring mir den Kopf von Beethoven) | Оливер Хиршбигель | Петер Хайек и Петер Мозер | 26 января 1995  |  |
| Ночью с городского кладбища двое воров крадут череп Людвиг ван Бетховена. Мозеру необходимо найти украденный череп, выяснить, зачем он был нужен ворам. В скором времени происходит убийство одного из похитителей черепа.                                                                                                   |                                                                       |                   |                           |                 |  |
| |                                                                       |                   |                           |                 |  |
| 13 (13x01) | «Под улицами Вены» (нем. Unter den Straßen von Wien)                  | Оливер Хиршбигель | Петер Хайек и Петер Мозер | 2 февраля 1995  |  |
| В сточной канаве находят сумку с частями человеческого тела. Кисти рук и голова отсутствуют. Через некоторое время снова находят сумку, в которой находится туловище. На нём доктор Граф находит татуировку в виде скорпиона. Мозер предполагает, что убитый — грабитель Йозеф Хартман, который имеет идентичную татуировку. |                                                                       |                   |                           |                 |  |
| |                                                                       |                   |                           |                 |  |
| 14 (14x01) | «Выстрелы в Рекса» (нем. Schüsse auf Rex)                             | Вольфганг Дикманн | Петер Хайек и Петер Мозер | 9 февраля 1995  |  |
| Мозер становится важным свидетелем по делу об убийстве. Но чтобы заставить его замолчать, сообщник убийцы крадёт Рекса и угрожает Мозеру убить пса. Штокингер и Хеллерер в растерянности от такого поворота событий. |                                                                       |                   |                           |                 |  |
| |                                                                       |                   |                           |                 |  |

### Второй сезон (1995)
| Номер | Название                                                 | Режиссёр          | Сценарий                                  | Дата премьеры   |  |
| --- | -------------------------------------------------------- | ----------------- | ----------------------------------------- | --------------- |  |
| 15 (1x02) | «Безмолвные крики» (нем. Stumme Schreie)                 | Удо Витте         | Петер Хайек и Петер Мозер                 | 19 октября 1995 |  |
| Мозер ищет новое жилье для себя и Рекса. При этом он заводит роман с девушкой-ветеринаром Соней Коллер. В это же время ему дают новое дело — в реке найден труп задушенной девочки. Расследование выводит Мозера на подпольную студию по производству детской порнографии.                                                                      |                                                          |                   |                                           |                 |  |
| |                                                          |                   |                                           |                 |  |
| 16 (2x02) | «Кровавые следы» (нем. Blutspuren)                       | Удо Витте         | Петер Хайек и Петер Мозер                 | 26 октября 1995 |  |
| Мозер и Рекс наконец заселяются в новый дом. Мозеру поручено расследовать убийство мужчины, которого переехало поездом. Тем не менее, доктор Граф устанавливает, что мужчина был убит до того, как попал под поезд. |                                                          |                   |                                           |                 |  |
| |                                                          |                   |                                           |                 |  |
| 17 (3x02) | «Убийственное лето» (нем. Ein mörderischer Sommer)       | Удо Витте         | Петер Хайек и Петер Мозер                 | 2 ноября 1995   |  |
| На берегу реки найдены тела двух убитых молодых людей. Чтобы раскрыть дело, Мозер решает вместе со своей коллегой Элизабет Бём сделать приманку для убийцы. Однако время идёт, а убийца не появляется и Мозер начинает сомневаться, что им когда-нибудь удастся его поймать. Да и работа с Элизабет грозит перейти в служебный роман.           |                                                          |                   |                                           |                 |  |
| |                                                          |                   |                                           |                 |  |
| 18 (4x02) | «Смертельный соблазн» (нем. Tödliche Verführung)         | Вольфганг Дикманн | Петер Хайек и Петер Мозер                 | 9 ноября 1995   |  |
| В номере отеля найден труп мужчины. Полиция выясняет, что за несколько дней до убийства он отдал в проявку плёнку, на которой изображены другие мужчины. Мозер узнаёт, что убитый был гомосексуалистом. Перед комиссарами встает вопрос: связано ли убийство с нетрадиционной ориентацией жертвы или дело в тех фотографиях, которые он сделал? |                                                          |                   |                                           |                 |  |
| |                                                          |                   |                                           |                 |  |
| 19 (5x02) | «Смерть в маске» (нем. Der maskierte Tod)                | Герман Цшохе      | Петер Хайек и Петер Мозер                 | 16 ноября 1995  |  |
| В салоне красоты прямо в кабинке убийца в белом халате и чёрных перчатках душит женщину. Мозер, вызванный на расследование этого убийства, не знает, что делать. Свидетели путаются в показаниях и сбивают с толку следствие. |                                                          |                   |                                           |                 |  |
| |                                                          |                   |                                           |                 |  |
| 20 (6x02) | «Слепой свидетель» (нем. Die blinde Zeugin)              | Ганс Вернер       | Петер Хайек и Петер Мозер                 | 23 ноября 1995  |  |
| В отеле происходит убийство постояльца. Единственный свидетель — слепая девушка-телефонистка, которая слышала выстрел. Расследуя дело, Мозер вынужден поехать в Словакию. Он оставляет Рекса защищать девушку. |                                                          |                   |                                           |                 |  |
| |                                                          |                   |                                           |                 |  |
| 21 (7x02) | «Опасная охота» (нем. Gefährliche Jagd)                  | Ганс Вернер       | Петер Хайек и Петер Мозер                 | 30 ноября 1995  |  |
| Мозер расследует нападение на инкассаторов, во время которого был убит один из нападавших. Вскоре выясняется, что одним из грабителей является Эрих Фукс, который раньше учился вместе с Мозером в полицейской академии. |                                                          |                   |                                           |                 |  |
| |                                                          |                   |                                           |                 |  |
| 22 (8x02) | «Смерть ребёнка» (нем. Tod eines Kindes)                 | Ганс Вернер       | Петер Хайек и Петер Мозер                 | 7 декабря 1995  |  |
| В городском бассейне находят труп девочки. Доктор Граф определяет, что её задушили до того, как выбросить в бассейн. И хотя в её убийстве сознается местный житель, Мозер не верит ему, считая, что он кого-то выгораживает. |                                                          |                   |                                           |                 |  |
| |                                                          |                   |                                           |                 |  |
| 23 (9x02) | «В знаке сатаны» (нем. Im Zeichen des Satans)            | Ганс Вернер       | Петер Хайек и Петер Мозер                 | 14 декабря 1995 |  |
| Мозер и его напарники расследуют убийство четырёх женщин, которым перерезали горла. Всё указывает на то, что убийство произошло из ритуальных целей, орденом сатанистов. Но по непредвиденным обстоятельствам пятой жертвой может стать Соня Коллер.                                                                                            |                                                          |                   |                                           |                 |  |
| |                                                          |                   |                                           |                 |  |
| 24 (10x02) | «Запах смерти» (нем. Der Duft des Todes)                 | Ганс Вернер       | Петер Хайек и Петер Мозер                 | 21 декабря 1995 |  |
| Мозер и Штокингер вызваны на расследование убийства молодой женщины, задушенной в собственной квартире. При этом у неё было похищено кольцо. Вскоре в одну из венских больниц поступает девушка, пытавшаяся покончить с собой. У неё на руке обнаруживают кольцо убитой. Элизабет Бём под видом пациентки ложится в одну палату с девушкой.     |                                                          |                   |                                           |                 |  |
| |                                                          |                   |                                           |                 |  |
| 25 (11x02) | «Похищенный» (нем. Entführ)                              | Вольфганг Дикманн | Петер Хайек и Перер Мозер                 | 28 декабря 1995 |  |
| Пожилой мужчина был похищен тремя бандитами, а его жена получила строгие указания от преступников не связываться с полицией. Невольный свидетель похищения был убит при этом. Расследуя это убийство, Мозер выходит на след похитителей. |                                                          |                   |                                           |                 |  |
| |                                                          |                   |                                           |                 |  |
| 26 (12x02) | «Смертельная доза» (нем. Tödliche Dosis)                 | Бодо Фюрнайзен    | Петер Хайек и Петер Мозер                 | 11 января 1996  |  |
| Мозер расследует убийство ветеринара, которого укололи в автобусе смертельной инъекцией. При этом Мозер выясняет, что у доктора были напряженные отношения с женой, которой он изменял, да и любовница тоже была на него обижена. |                                                          |                   |                                           |                 |  |
| |                                                          |                   |                                           |                 |  |
| 27 (13x02) | «Три секунды до смерти» (нем. Drei Sekunden bis zum Tod) | Бодо Фюрнайзен    | Мелитта Фитцер, Петер Хайек и Петер Мозер | 25 января 1996  |  |
| На рынке находят застреленного Герхарда Маркса, владельца овощных лавок. Вскоре происходит убийство шофера Вернера Гределя. Чтобы раскрыть оба убийства, Мозер вновь начинает работу под прикрытием. |                                                          |                   |                                           |                 |  |
| |                                                          |                   |                                           |                 |  |
| 28 (14x02) | «По венским крышам» (нем. Über den Dächern von Wien)     | Оливер Хиршбигель | Петер Хайек и Петер Мозер                 | 15 февраля 1996 |  |
| У Мозера проблемы. Соня Коллер уезжает в США, а Штокингер говорит, что по требованию жены вынужден перевестись в Зальцбург. Но новое дело о убийстве женщины отвлекает Мозера от тягостных мыслей. |                                                          |                   |                                           |                 |  |
| |                                                          |                   |                                           |                 |  |
| 29 (15x02) | «Последнее дело Штокингера» (нем. Stockis letzter Fall)  | Оливер Хиршбигель | Петер Хайек и Петер Мозер                 | 22 февраля 1996 |  |
| Мозер с напарниками расследует два убийства. Убиты женщина, работавшая судьёй, и женщина, работавшая доктором. Убийства связаны между собой. Штокингер заканчивает дело и с большим сожалением прощается с друзьями, после чего уезжает в Зальцбург.                                                                                            |                                                          |                   |                                           |                 |  |
| |                                                          |                   |                                           |                 |  |

### Третий сезон (1996)
| Номер | Название                                               | Режиссёр          | Сценарий                                               | Дата премьеры   |  |
| --- | ------------------------------------------------------ | ----------------- | ------------------------------------------------------ | --------------- |  |
| 30 (1x03) | «Смертельные гонки» (нем. Todesrennen)                 | Оливер Хиршбигель | Петер Хайек и Петер Мозер                              | 24 октября 1996 |  |
| Мозер и Рекс занимаются расследованием убийства молодого гонщика Хайнца Егера. У Мозера двое подозреваемых: подружка убитого и новый гонщик, Кристиан Шу. В это время в отделе ищут замену Штокингеру. |                                                        |                   |                                                        |                 |  |
| |                                                        |                   |                                                        |                 |  |
| 31 (2x03) | «Город в страхе» (нем. Stadt in Angst)                 | Оливер Хиршбигель | Петер Хайек и Петер Мозер                              | 31 октября 1996 |  |
| На катке молодая девушка во время ссоры с братом падает и умирает. Рядом с её телом находят полупустую банку популярного напитка Mega Basic. В другом месте муж, жена которого ждет первого ребёнка, покупает себе этот напиток, пьёт его, а затем также падает и умирает. Мозер подозревает, что кто-то хочет дискредитировать компании по производству газированных напитков. |                                                        |                   |                                                        |                 |  |
| |                                                        |                   |                                                        |                 |  |
| 32 (3x03) | «Смерть в музее» (нем. Tod im Museum)                  | Оливер Хиршбигель | Петер Хайек и Петер Мозер                              | 7 ноября 1996   |  |
| В музее естествознания происходит несчастный случай — человек падает с верхнего этажа и разбивается. Незадолго до этого в музее был найден маленький мешочек с алмазами. Мозера и его коллег настораживает этот факт и они начинают расследование. |                                                        |                   |                                                        |                 |  |
| |                                                        |                   |                                                        |                 |  |
| 33 (4x03) | «Убийственная страсть» (нем. Mörderische Leidenschaft) | Вольфганг Дикманн | Петер Хайек и Петер Мозер                              | 14 ноября 1996  |  |
| Убит солдат, также у него похищен автомат. Найти убийцу Мозеру удается довольно быстро. Однако тот берёт пожилую женщину в заложники. Чтобы избежать жертв, к делу подключается Элизабет Бём. Однако вскоре она сама попадает в заложники. |                                                        |                   |                                                        |                 |  |
| |                                                        |                   |                                                        |                 |  |
| 34 (5x03) | «Тайна Анны» (нем. Annas Geheimnis)                    | Вольфганг Дикманн | Петер Хайек и Петер Мозер                              | 21 ноября 1996  |  |
| Мозер расследует убийство молодой девушки. Кто-то всячески пытается помешать следствию, уничтожая улики и пытаясь выставить убийство как естественную смерть. Мозер пытается предотвратить кремацию тела. |                                                        |                   |                                                        |                 |  |
| |                                                        |                   |                                                        |                 |  |
| 35 (6x03) | «Кукольный убийца» (нем. Der Puppenmörder)             | Оливер Хиршбигель | Петер Хайек и Петер Мозер                              | 28 ноября 1996  |  |
| Мартин Вольф, владелец магазина игрушек, скрывает страшную тайну — он убивает женщин и делает из них кукол. Как-то раз, на месте преступления, его случайно замечает маленькая девочка. Станет ли она следующей жертвой или Рексу удастся её спасти? |                                                        |                   |                                                        |                 |  |
| |                                                        |                   |                                                        |                 |  |
| 36 (7x03) | «Под гипнозом» (нем. Unter Hypnose)                    | Оливер Хиршбигель | Петер Хайек и Петер Мозер                              | 5 декабря 1996  |  |
| Молодая женщина Карин Фридль просыпается ночью и видит рядом с собой труп своего друга Ральфа Бауманна, которого закололи. Приехавший на место преступления Мозер выясняет, что в данном случае имело место хитро спланированное убийство с помощью гипноза. |                                                        |                   |                                                        |                 |  |
| |                                                        |                   |                                                        |                 |  |
| 37 (8x03) | «В поисках убитой» (нем. Jagd nach einer Toten)        | Вольфганг Дикманн | Петер Хайек и Петер Мозер                              | 12 декабря 1996 |  |
| Молодая женщина Карин Занднер теряет сознание на дороге. Её доставляют в больницу, где она и умирает от сердечного приступа, что довольно странно. На следующее утро кто-то крадет тело из морга, убив при этом охранника. На место преступления приезжает Мозер с напарниками.                                                                                                 |                                                        |                   |                                                        |                 |  |
| |                                                        |                   |                                                        |                 |  |
| 38 (9x03) | «От чего умер Ромео?» (нем. Warum starb Romeo?)        | Вольфганг Дикманн | Петер Хайек, Петер Мозер и Бернхард Шерфль             | 19 декабря 1996 |  |
| Театральная постановка «Ромео и Джульетты» оказывается на грани срыва, когда одна из колонн на сцене падает и убивает актёра, исполнявшего роль Ромео. Мозер и Рекс начинают расследование, но всё осложняется тем, что никто из актёров не хочет рассказать, как всё было на самом деле.                                                                                       |                                                        |                   |                                                        |                 |  |
| |                                                        |                   |                                                        |                 |  |
| 39 (10x03) | «Четвероногий ангел» (нем. Ein Engel auf vier Pfoten)  | Ганс Вернер       | Петер Хайек и Петер Мозер                              | 26 декабря 1996 |  |
| Рождество. В комиссариате готовятся к празднованию рождественской вечеринки. Однако перед этим Мозеру и коллегам нужно найти банду, которая похитила двух мальчиков с целью выкупа, и при этом избежать жертв. |                                                        |                   |                                                        |                 |  |
| |                                                        |                   |                                                        |                 |  |
| 40 (11x03) | «Убийство в ресторане» (нем. Mord à la carte)          | Оливер Хиршбигель | Ангелика Хагер, Петер Хайек, Петер Мозер и Чак Рэндолф | 2 января 1997   |  |
| Мозер расследует убийство управляющего ресторана, который умер, выпив отравленное вино. Первым подозреваемым в убийстве становится владелец ресторана, жена которого оказалась любовницей убитого. |                                                        |                   |                                                        |                 |  |
| |                                                        |                   |                                                        |                 |  |
| 41 (12x03) | «Кроваво-красные розы» (нем. Blutrote Rosen)           | Ганс Вернер       | Петер Хайек и Петер Мозер                              | 9 января 1997   |  |
| Мозер выезжает на место двойного убийства. Застрелены муж и жена. Убитые были научными сотрудниками профессора, занимающегося разработкой нового лекарства. Мозер выясняет, что убийство связано непосредственно с работой профессора. |                                                        |                   |                                                        |                 |  |
| |                                                        |                   |                                                        |                 |  |

### Четвёртый сезон (1998)
| Номер | Название                                                           | Режиссёр        | Сценарий                                   | Дата премьеры   |  |
| --- | ------------------------------------------------------------------ | --------------- | ------------------------------------------ | --------------- |  |
| 42 (1x04) | «Заживо погребённая» (нем. Lebendig begraben)                      | Петер Карпентер | Петер Хайек, Петер Мозер и Бернхард Шерфль | 8 января 1998   |  |
| Маленькую Изабеллу похищает отец её подруги и прячет её под землёй. При этом он убивает женщину, которая стала свидетелем похищения. Во время ареста похититель получает тяжелое ранение. Чтобы найти Изабеллу, Беку надо разговорить дочь преступника.                                    |                                                                    |                 |                                            |                 |  |
| |                                                                    |                 |                                            |                 |  |
| 43 (2x04) | «Смерть школьника» (нем. Tod eines Schülers)                       | Петер Карпентер | Петер Хайек, Петер Мозер и Ральф Вернер    | 15 января 1998  |  |
| Мозер вызван на расследование убийства школьника. В ходе дела всплывают многочисленные интриги и шантаж, имевшие место в школе. Один из подозреваемых сознаётся в убийстве, но Мозер считает, что он оговаривает себя.                                                                     |                                                                    |                 |                                            |                 |  |
| |                                                                    |                 |                                            |                 |  |
| 44 (3x04) | «Смертельный план» (нем. Ein mörderischer Plan)                    | Петер Карпентер | Петер Хайек, Петер Мозер и Бернхард Шерфль | 22 января 1998  |  |
| Сотрудник транспортной компании Хайнц Мюнх погиб, выпав из окна. Мозер понимает, что речь идёт об убийстве. Главным подозреваемым в убийстве становится бывший муж жены Хайнца, который недавно вышел из тюрьмы.                                                                           |                                                                    |                 |                                            |                 |  |
| |                                                                    |                 |                                            |                 |  |
| 45 (4x04) | «Смерть Мозера» (нем. Mosers Tod)                                  | Ганс Вернер     | Петер Хайек и Петер Мозер                  | 25 января 1998  |  |
| Двух убитых женщин находят в лесу. Довольно быстро становится понятно, что в городе объявился маньяк и что в прошлом он совершал убийства. Мозер просит психолога Патрисию Нойнхольд помочь ему выследить убийцу. Вскоре у них начинаются любовные отношения.                              |                                                                    |                 |                                            |                 |  |
| |                                                                    |                 |                                            |                 |  |
| 46 (5x04) | «Новенький» (нем. Der Neue)                                        | Удо Витте       | Петер Хайек и Петер Мозер                  | 1 февраля 1998  |  |
| Рекс, Бёк и Хеллерер тяжело переживают гибель Мозера. На замену Мозеру приходит детектив Александр Брандтнер, у которого во время задания погибла собака. Брандтнер сразу находит взаимопонимание с Рексом. Тем временем, в реке находят труп мужчины, чью личность установить не удаётся. |                                                                    |                 |                                            |                 |  |
| |                                                                    |                 |                                            |                 |  |
| 47 (6x04) | «Человек с тысячью лиц» (нем. Der Mann mit den tausend Gesichtern) | Удо Витте       | Петер Хайек и Петер Мозер                  | 5 февраля 1998  |  |
| Алекс и Рекс расследует серию ограблений банков и супермаркетов. Преступника не удаётся поймать, так как он всегда выглядит по-разному. Во время одного из ограблений происходит убийство. Бёк переживает из-за того, что допустил ошибку в деле.                                          |                                                                    |                 |                                            |                 |  |
| |                                                                    |                 |                                            |                 |  |
| 48 (7x04) | «Заговор» (нем. Die Verschworung)                                  | Бодо Фюрнайзен  | Петер Хайек, Петер Мозер и Бернхард Шерфль | 12 февраля 1998 |  |
| Трое мужчин, сговорившись, убивают профессионального шантажиста и инсценируют самоубийство. Но Алекс понимает, что речь идёт об убийстве. Дело необходимо закончить как можно скорее, так может произойти новое убийство. Жизнь Бёка в серьёзной опасности.                                |                                                                    |                 |                                            |                 |  |
| |                                                                    |                 |                                            |                 |  |
| 49 (8x04) | «Губительная страсть» (нем. Tödliche Leidenschaft)                 | Бодо Фюрнайзен  | Петер Хайек и Петер Мозер                  | 19 февраля 1998 |  |
| Убит инженер Курт Краус — когда он сидел в машине, в порту на него упал огромный контейнер, и произошло это не случайно. В ходе расследования выясняется неприятные подробности личной жизни семьи убитого.                                                                                |                                                                    |                 |                                            |                 |  |
| |                                                                    |                 |                                            |                 |  |
| 50 (9x04) | «Украденное счастье» (нем. Geraubtes Glück)                        | Бодо Фюрнайзен  | Петер Хайек, Петер Мозер и Бернхард Шерфль | 26 февраля 1998 |  |
| Произошло убийство женщины, работавшей няней. Перед смертью она говорит что-то неразборчивое. При этом трёхнедельный ребёнок, за которым она следила, исчез без вести. Рекс рискует своей жизнью, чтобы спасти малыша.                                                                     |                                                                    |                 |                                            |                 |  |
| |                                                                    |                 |                                            |                 |  |
| 51 (10x04) | «Месть» (нем. Rache)                                               | Петер Карпентер | Петер Хайек и Петер Мозер                  | 5 марта 1998    |  |
| Петер Рогнер, отсидевший в тюрьме, выходит на свободу с единственным желанием — отомстить детективу Алексу Брандтнеру, который упек его за решетку. Петер крадёт Рекса и планирует его убить. Но Рекс сбегает, хотя его жизни даже вне плена угрожает серьёзная опасность.                 |                                                                    |                 |                                            |                 |  |
| |                                                                    |                 |                                            |                 |  |
| 52 (11x04) | «Подглядывающий» (нем. Der Voyeur)                                 | Ганс Вернер     | Петер Хайек, Петер Мозер и Бернхард Шерфль | 12 марта 1998   |  |
| Альберт Малер любил подглядывать за женщинами в доме напротив с помощью подзорной трубы. В очередной раз наблюдая за ними, он становится свидетелем убийства молодой женщины. Альберт решает шантажировать убийцу. А в это время Алекс и Рекс приступают к расследованию убийства.         |                                                                    |                 |                                            |                 |  |
| |                                                                    |                 |                                            |                 |  |
| 53 (12x04) | «Последний матч» (нем. Das letzte Match)                           | Ганс Вернер     | Петер Хайек и Петер Мозер                  | 19 марта 1998   |  |
| В элитном теннисном клубе происходит убийство одного из игроков. Когда он принимал душ, кто-то воткнул ему нож в тело. Алекс и Рекс приступают к делу, и в скором времени выясняют, что преступник планирует второе убийство.                                                              |                                                                    |                 |                                            |                 |  |
| |                                                                    |                 |                                            |                 |  |
| 54 (13x04) | «Опасное задание» (нем. Gefährlicher Auftrag)                      | Ганс Вернер     | Петер Хайек и Петер Мозер                  | 26 марта 1998   |  |
| В полицию поступает информация о заложенной в жилом микрорайоне бомбе. Чтобы не допустить взрыва, Алекс начинает работу под прикрытием и садится в тюрьму. После этого Брандтнеру и человеку, причастному к этому, устраивают побег.                                                       |                                                                    |                 |                                            |                 |  |
| |                                                                    |                 |                                            |                 |  |

### Пятый сезон (1999)
| Номер | Название                                          | Режиссёр        | Сценарий                                   | Дата премьеры   |  |
| --- | ------------------------------------------------- | --------------- | ------------------------------------------ | --------------- |  |
| 55 (1x05) | «Убийства по списку» (нем. Die Todesliste)        | Петер Карпентер | Петер Хайек и Петер Мозер                  | 28 января 1999  |  |
| Михаэля Фукса увольняют после того, как его сотрудница Рикарда Лиммер инсценирует попытку изнасилования на рабочем месте и обвиняет в этом его. Тогда Михаэль решает отомстить всем, кто может быть причастен к заговору против него, и начинает убивать их. Алекс пытается остановить череду убийств.                                       |                                                   |                 |                                            |                 |  |
| |                                                   |                 |                                            |                 |  |
| 56 (2x05) | «Страшная правда» (нем. Furchtbare Wahrheit)      | Петер Карпентер | Бернхард Шерфль, Петер Хайек и Петер Мозер | 4 февраля 1999  |  |
| Хеллерер уходит в отпуск. Но дел в отделе как всегда очень много. Во время налёта на магазин грабитель убивает одну продавщицу, а вторую ранит. После госпитализации раненую продавщицу кто-то душит в поликлинике. Алекс выезжает на расследование двух убийств.                                                                            |                                                   |                 |                                            |                 |  |
| |                                                   |                 |                                            |                 |  |
| 57 (3x05) | «Священник в опасности» (нем. Priester in Gefahr) | Петер Карпентер | Петер Хайек и Петер Мозер                  | 11 февраля 1999 |  |
| Алекс и Рекс вызваны на расследование убийства дальнобойщиков, везших грузовик с медикаментами. Расследование приводит их в Венгрию. Подробности преступления через тайну исповеди узнает священник и теперь ему грозит опасность. |                                                   |                 |                                            |                 |  |
| |                                                   |                 |                                            |                 |  |
| 58 (4x05) | «Неудачник» (нем. Der Verlierer)                  | Михаэль Рибль   | Ригоберт Маэр, Петер Хайек и Петер Мозер   | 19 февраля 1999 |  |
| Бёк выигрывает полёт на воздушном шаре. Однако он боится высоты и просит Брандтнера и Рекса полетать с ним. Во время полёта Алекс с воздуха видит, как происходит ограбление банка и убийство случайного прохожего, который пытался остановить грабителя.                                                                                    |                                                   |                 |                                            |                 |  |
| |                                                   |                 |                                            |                 |  |
| 59 (5x05) | «Обманчивая близость» (нем. Trugerische Nähe)     | Михаэль Рибль   | Бернхард Шерфль, Петер Хайек и Петер Мозер | 25 февраля 1999 |  |
| Замужняя женщина становится невольной виновницей гибели своего любовника, Гюнтера Сиккора. Расследуя его убийство, Алекс узнаёт, что, несмотря на то, что у Сиккоры был много любовниц, сам он был женат. Одновременно с этим у Алекса начинаются романтические отношения с криминалисткой Ниной Валентин.                                   |                                                   |                 |                                            |                 |  |
| |                                                   |                 |                                            |                 |  |
| 60 (6x05) | «Рекс мстит» (нем. Rex rächt sich)                | Олаф Крайнзен   | Петер Хайек и Петер Мозер                  | 4 марта 1999    |  |
| В парке найден труп человека, которого загрызла собака. Доктор Граф растерян: следы зубов принадлежат собаке, вымершей 200 лет назад. Алекс понимает, что убийца пытается таким образом отвлечь следствие от истинного пути. Тем временем нападения в парке продолжаются. Хеллерер получает в наследство гостиницу и увольняется из полиции. |                                                   |                 |                                            |                 |  |
| |                                                   |                 |                                            |                 |  |
| 61 (7x05) | «Слепая ярость» (нем. Blinde Wut)                 | Олаф Крайнзен   | Петер Хайек и Петер Мозер                  | 11 марта 1999   |  |
| Сандра Халлер, девушка, склонная к вспышкам агрессии, в приступе ярости убивает своего знакомого. На место Хеллерера приходит новый работник Фриц Кунц из отдела хищений. Чтобы раскрыть убийство, Фрицу приходится устроиться под прикрытием на работу повара. Жизнь Алекса висит на волоске, но Фриц спасает его от гибели.                |                                                   |                 |                                            |                 |  |
| |                                                   |                 |                                            |                 |  |
| 62 (8x05) | «Отравляющий газ» (нем. Giftgas)                  | Бодо Фюрнайзен  | Петер Хайек и Петер Мозер                  | 18 марта 1999   |  |
| Убит бездомный мужчина Эдуард Зальцер, при этом деньги и часы не были украдены. Доктор Граф устанавливает, что убитого отравили нервно-паралитическим газом. Чтобы раскрыть преступление, Алекс и Рекс внедряются в команду бездомных. |                                                   |                 |                                            |                 |  |
| |                                                   |                 |                                            |                 |  |
| 63 (9x05) | «Смертельная тайна» (нем. Tödliches Geheimnisse)  | Олаф Крайнзен   | Бернхард Шерфль                            | 25 марта 1999   |  |
| Молодая девушка исчезает без вести во время езды на велосипеде, а в скором времени находят её труп. Доктор Граф говорит Алексу, что девушке нанесли колотую рану. Алекс предполагает, что к её убийству причастно несколько человек. |                                                   |                 |                                            |                 |  |
| |                                                   |                 |                                            |                 |  |
| 64 (10x05) | «Завещание» (нем. Das Testament)                  | Бодо Фюрнайзен  | Петер Хайек и Петер Мозер                  | 1 апреля 1999   |  |
| Алекс и Рекс вызваны расследовать убийство антиквара Франца Зерера, который был избит тростью до смерти. Вскоре выясняется, что убийство связано с завещанием недавно умершего миллионера, которое никто не может найти. Алекс вступает в жестокую рукопашную схватку с убийцей, и неизвестно, кто выйдет из неё победителем.                |                                                   |                 |                                            |                 |  |
| |                                                   |                 |                                            |                 |  |
| 65 (11x05) | «Игрушка-убийца» (нем. Mörderisches Spielzeug)    | Бодо Фюрнайзен  | Бернхард Шерфль, Петер Хайек и Перер Мозер | 8 апреля 1999   |  |
| Игрушечный вертолётик взрывается и убивает известного автора детективов Йохана Хорна, прямо у него в квартире. Алекс предполагает, что это мог быть неудачный рекламный трюк с целью разрекламировать новую книгу. Но позже они выясняют, что речь идёт об убийстве.                                                                         |                                                   |                 |                                            |                 |  |
| |                                                   |                 |                                            |                 |  |
| 66 (12x05) | «Травля» (нем. Hetzjagd)                          | Ганс Вернер     | Бернхард Шерфль, Петер Хайек и Петер Мозер | 15 апреля 1999  |  |
| Во время ограбления супермаркета убита продавщица Мария Штейн. Алекс со своими напарниками и Рексом расследует это убийство и выясняет, что на счету преступников, скорее всего, не одно ограбление. |                                                   |                 |                                            |                 |  |
| |                                                   |                 |                                            |                 |  |
| 67 (13x05) | «Сиси» (нем. Sisi)                                | Ганс Вернер     | Петер Хайек и Петер Мозер                  | 22 апреля 1999  |  |
| Молодая женщина любила наряжаться в императрицу Елизавету и в карете разъезжать по городу. Когда на неё неожиданно нападает её кучер, она убивает его в процессе самозащиты. Но она не сообщает в полицию, а убегает, оставив на месте преступления украшение, которое находит Рекс.                                                         |                                                   |                 |                                            |                 |  |
| |                                                   |                 |                                            |                 |  |

### Шестой сезон (2000)
| Номер | Название                                                   | Режиссёр        | Сценарий                                   | Дата премьеры   |  |
| --- | ---------------------------------------------------------- | --------------- | ------------------------------------------ | --------------- |  |
| 68 (1x06) | «На полной скорости» (нем. Vollgas)                        | Михаэль Рибль   | Петер Хайек и Петер Мозер                  | 16 февраля 2000 |  |
| Герберт Бауманн убит в своём офисе. Рядом найден пистолет, что указывает на самоубийство. Кроме того, становится известно, что он был неизлечимо болен раком. Однако доктор Граф при вскрытии доказывает, что Бауманна убили, и Алекс начинает расследование.                                   |                                                            |                 |                                            |                 |  |
| |                                                            |                 |                                            |                 |  |
| 69 (2x06) | «Дети в бегах» (нем. Kinder auf der Flucht)                | Петер Карпентер | Бернхард Шерфль, Петер Хайек и Петер Мозер | 1 марта 2000    |  |
| Алекс вызван на расследование убийства женщины, которую застрелил пьяный муж. Ему надо быстро найти Кати и Клаус, их детей, которые убежали из дома, так как отец планирует убить и их, а потом совершить самоубийство.                                                                         |                                                            |                 |                                            |                 |  |
| |                                                            |                 |                                            |                 |  |
| 70 (3x06) | «Ребёнок в опасности» (нем. Baby in Gefahr)                | Михаэль Рибль   | Петер Хайек и Петер Мозер                  | 8 марта 2000    |  |
| Алекс вызван на расследование похищения маленького ребёнка из отеля у известной оперной певицы Нины Мартин. При похищении была убита её сиделка. За преступлением стоят двое киднепперов, но Алекс этого ещё не знает.                                                                          |                                                            |                 |                                            |                 |  |
| |                                                            |                 |                                            |                 |  |
| 71 (4x06) | «Террор по телефону» (нем. Telefonterror)                  | Петер Карпентер | Петер Хайек и Петер Мозер                  | 15 марта 2000   |  |
| Молодая женщина попадает в автоаварию и погибает. Алекс выясняет, что в момент смерти ей кто-то звонил и угрожал. Это дело не даёт ему покоя. Вскоре выясняется, что это не первая жертва шантажиста. Когда происходит новое убийство, Алекс балансирует на грани нервного срыва.               |                                                            |                 |                                            |                 |  |
| |                                                            |                 |                                            |                 |  |
| 72 (5x06) | «Смерть на льду» (нем. Eiskalt)                            | Михаэль Рибль   | Бернхард Шерфль, Петер Хайек и Петер Мозер | 22 марта 2000   |  |
| Алекс и Рекс вызваны на расследование смерти хоккеиста, умершего на катке во время игры. При осмотре его тела Алекс находит след от иглы. Вскоре становится ясно, что речь идёт о хитро спланированном убийстве.                                                                                |                                                            |                 |                                            |                 |  |
| |                                                            |                 |                                            |                 |  |
| 73 (6x06) | «Братоубийство» (нем. Brudermord)                          | Михаэль Рибль   | Ральф Вернер, Петер Хайек и Петер Мозер    | 29 марта 2000   |  |
| Ганса Томека убивает его брат-близнец. Он обливает его горючим и сжигает, а потом становится им, используя подложные документы. Тем самым он получает большие деньги брата. Алекс начинает расследование, которое усложняется новым убийством.                                                  |                                                            |                 |                                            |                 |  |
| |                                                            |                 |                                            |                 |  |
| 74 (7x06) | «Смертельное Таро» (нем. Tödliches Tarot)                  | Михаэль Рибль   | Ульрих Мюнх, Петер Хайек и Петер Мозер     | 5 апреля 2000   |  |
| Молодая женщина Барбара Досталь падает с многоэтажного здания и погибает. Её кто-то столкнул. Перед смертью ей в горло затолкали карту Таро, которая означала смерть. Алекс идет к гадалке, чтобы разобраться в мотивах преступления.                                                           |                                                            |                 |                                            |                 |  |
| |                                                            |                 |                                            |                 |  |
| 75 (8x06) | «Убийства в полнолуния» (нем. Der Vollmondmörder)          | Ганс Вернер     | Петер Хайек и Петер Мозер                  | 12 апреля 2000  |  |
| В Вене орудует очередной маньяк, который убивает женщин в полнолуние. Алекс выслеживает подозреваемого в момент, когда тот закапывал тело, и арестовывает его. Когда Алексу кажется, что он поймал маньяка, в городе вновь происходит серийное убийство.                                        |                                                            |                 |                                            |                 |  |
| |                                                            |                 |                                            |                 |  |
| 76 (9x06) | «Возвращение покойника» (нем. Ein Toter kehrt zurück)      | Ганс Вернер     | Бернхард Шерфль, Петер Хайек и Петер Мозер | 19 апреля 2000  |  |
| Убит Гельмут Вальц, бывший полицейский, коллега Кунца из отдела хищений. Алекс и Кунц расследует запутанное убийство. Рекс пытается поддержать Кунца. Заканчивая дело, Алекс вступает в рискованную схватку с преступником, много лет уходившим от полиции.                                     |                                                            |                 |                                            |                 |  |
| |                                                            |                 |                                            |                 |  |
| 77 (10x06) | «Смерть по интернету» (нем. Tod per Internet)              | Ганс Вернер     | Петер Хайек и Петер Мозер                  | 26 апреля 2000  |  |
| Алекс расследует убийство парня, который был постоянным посетителем секс-форумов в интернете. Алекс считает, что это увлечение взаимосвязано с убийством. Чтобы выйти на убийц, Кунц и Алекс регистрируются на форуме и становятся наживками. Кунц празднует годовщину прихода в отдел убийств. |                                                            |                 |                                            |                 |  |
| |                                                            |                 |                                            |                 |  |
| 78 (11x06) | «В поисках вечной жизни» (нем. Jagd nach dem ewigen Leben) | Бодо Фюрнайзен  | Петер Хайек и Петер Мозер                  | 3 мая 2000      |  |
| В Вене проходит выставка в честь известного учёного-ботаника девятнадцатого века. Вскоре на выставке находят два трупа. Один — смотритель музея при Национальной Библиотеке Вены, второй — потомок учёного. Алекс приступает к довольно сложному расследованию.                                 |                                                            |                 |                                            |                 |  |
| |                                                            |                 |                                            |                 |  |
| 79 (12x06) | «Лошадь, стоящая миллионы» (нем. Das Millionenpferd)       | Бодо Фюрнайзен  | Петер Зинглер, Петер Хайек и Петер Мозер   | 10 мая 2000     |  |
| В конном клубе находят два трупа. Убит работник клуба и его призовая лошадь. Вскоре после этого похищают другую призовую лошадь. И хотя на первый взгляд кажется, что работник погиб в результате несчастного случая, доктор Граф доказывает, что это было убийство.                            |                                                            |                 |                                            |                 |  |
| |                                                            |                 |                                            |                 |  |

### Седьмой сезон (2001)
| Номер | Название                                             | Режиссёр        | Сценарий                                   | Дата премьеры  |  |
| --- | ---------------------------------------------------- | --------------- | ------------------------------------------ | -------------- |  |
| 80 (1x07) | «В последнюю секунду» (нем. In letzter Sekunde)      | Геральд Лигель  | Петер Хайек и Петер Мозер                  | 28 марта 2001  |  |
| В одной из венских больниц внезапно умирает журналист, который писал о подпольной торговле оружием. Подозревают, что он умер от сердечного приступа. Но когда Алекс выясняет, какими расследованиями занимался журналист, он понимает, что произошло убийство.        |                                                      |                 |                                            |                |  |
| |                                                      |                 |                                            |                |  |
| 81 (2x07) | «Торговцы детьми» (нем. Die Babydealer)              | Михаэль Рибль   | Петер Хайек, Петер Мозер и Ральф Вернер    | 4 апреля 2001  |  |
| В церкви, на алтаре священник находит мёртвого младенца, завёрнутого в одеяльце. Кто-то проник в церковь ночью и бросил туда труп девочки. При вскрытии доктор Граф находит в горле и желудке девочки птичье перо и помёт. Для Алекса это единственный след к убийце. |                                                      |                 |                                            |                |  |
| |                                                      |                 |                                            |                |  |
| 82 (3x07) | «Красота смерти» (нем. Der schöne Tod)               | Пит Эриель      | Петер Хайек и Петер Мозер                  | 11 апреля 2001 |  |
| Убита фотомодель. Её убил её же фотограф, который одержим идеей смерти. Он прячет труп, который позже находит полиция, и который исследует Алекс. Становится ясно, что это не первая жертва жестокого фотографа.                                                      |                                                      |                 |                                            |                |  |
| |                                                      |                 |                                            |                |  |
| 83 (4x07) | «Блеф» (нем. Der Bluff)                              | Пит Эриель      | Петер Хайек и Петер Мозер                  | 18 апреля 2001 |  |
| Во время ограбления банка убита женщина, а начальник захвачен в заложники. Неизвестный грабитель в маске увозит заложника на машине. В скором времени на место преступления приезжает Алекс с напарниками.                                                            |                                                      |                 |                                            |                |  |
| |                                                      |                 |                                            |                |  |
| 84 (5x07) | «Совет, стоящий жизни» (нем. Ein todsicherer Tipp)   | Кристиан Гёрлиц | Петер Хайек, Петер Мозер и Райнер Хакшток  | 25 апреля 2001 |  |
| Задушена студентка, находившаяся в солярии. В ходе расследования Алекс выясняет, что у простой студентки были большие деньги неизвестного происхождения. Судя по всему, это и стало одним из мотивов убийства.                                                        |                                                      |                 |                                            |                |  |
| |                                                      |                 |                                            |                |  |
| 85 (6x07) | «Смертельный опыт» (нем. Tödlicher Test)             | Кристиан Гёрлиц | Петер Хайек и Петер Мозер                  | 2 мая 2001     |  |
| Убита молодая женщина. Преступник со всей силой ударил её по голове ноутбуком. В тот же день в другом конце Вены кто-то зверски убивает мужчину ударом огнетушителя. На первый взгляд эти убийства не связаны, но интуиция говорит Алексу об обратном.                |                                                      |                 |                                            |                |  |
| |                                                      |                 |                                            |                |  |
| 86 (7x07) | «Одержимый» (нем. Besessen)                          | Пит Эриель      | Петер Хайек, Петер Мозер и Бернхард Шерфль | 9 мая 2001     |  |
| Алекс с напарниками расследует убийство студентки Габриэль Эс. Алекс подозревает в убийстве парня Габриэль, Пауля Куфнера, которого видели рядом с трупом. Однако вскоре Алекс поймёт, что у других людей был более весомый мотив совершить убийство.                 |                                                      |                 |                                            |                |  |
| |                                                      |                 |                                            |                |  |
| 87 (8x07) | «Девочка и убийца» (нем. Das Mädchen und der Mörder) | Пит Эриель      | Петер Хайек и Петер Мозер                  | 16 мая 2001    |  |
| Психически нездоровый мужчина убивает своих родителей. Девочку, которая стала свидетелем преступления, он похищает и держит у себя. Чтобы спасти девочку, у полицейских всё меньше и меньше времени. Пока Алекс и Бёк занимаются этим делом, Кунц садится на диету.   |                                                      |                 |                                            |                |  |
| |                                                      |                 |                                            |                |  |
| 88 (9x07) | «Смерть приходила дважды» (нем. Der Tod kam zweimal) | Бодо Фюрнайзен  | Петер Зинглер, Петер Хайек и Петер Мозер   | 23 мая 2001    |  |
| Среди мусорных баков найден труп известного манекенщика Марка Райнгарда, с многочисленными ранами. Вскрытие же показывает, что он умер от передозировки. Почему его пытались убить дважды? Алекс и Рекс расследуют странное убийство.                                 |                                                      |                 |                                            |                |  |
| |                                                      |                 |                                            |                |  |
| 89 (10x07) | «Лучи мести» (нем. Strahlen der Rache)               | Кристиан Гёрлиц | Анжелика Хагер, Петер Хайек и Петер Мозер  | 30 мая 2001    |  |
| Певица Мишу, ставшая очень популярной в Австрии, погибает, сгорая в своей машине. Скоро становится понятно, что девушку убили. Но кто и за что? Алекс в скором времени, узнаёт, что у девушки было очень много врагов.                                                |                                                      |                 |                                            |                |  |
| |                                                      |                 |                                            |                |  |

### Восьмой сезон (2002)
| Номер | Название                                                       | Режиссёр              | Сценарий                                   | Дата премьеры   |  |
| --- | -------------------------------------------------------------- | --------------------- | ------------------------------------------ | --------------- |  |
| 90 (1x08) | «С полицейскими не целуются» (нем. Polizisten küsst man nicht) | Хайо Гис              | Петер Хайек и Петер Мозер                  | 9 октября 2002  |  |
| Ники Херцог и Марк Хоффман мало что знали друг о друге. Они недавно познакомились, а этим днем вместе покатались на роликах, провели романтический вечер и переспали. Каково же было их удивление, когда на следующий день они встретились на работе в отделе убийств. Их отношения остаются в тайне. Теперь им вместе с Кунцем и Рексом предстоит расследовать новое убийство. |                                                                |                       |                                            |                 |  |
| |                                                                |                       |                                            |                 |  |
| 91 (2x08) | «Смертельные доказательства» (нем. Tricks an der Theke)        | Геральд Лигель        | Петер Хайек и Петер Мозер                  | 16 октября 2002 |  |
| Марк и Ники расследуют убийство миллионера, владельца банка, Бернарда Бауманна. Всё своё состояние он делил со своей сестрой. В первую очередь подозрения падают на неё и её мужа. Однако расследование показывает, что всё не так просто. |                                                                |                       |                                            |                 |  |
| |                                                                |                       |                                            |                 |  |
| 92 (3x08) | «По вертикали смерти» (нем. Senkrecht in den Tod)              | Андреас Прохаска      | Карл-Кристиан Дэмке и Петер Хайек          | 23 октября 2002 |  |
| Во время занятий паркуром один из парней-лазальщиков срывается с большой высоты и погибает. Когда Марк начинает опрашивать свидетелей, его удивляет то, что никто из них не хочет давать показаний, и это наводит его на мысль об убийстве. |                                                                |                       |                                            |                 |  |
| |                                                                |                       |                                            |                 |  |
| 93 (4x08) | «Свидетель на четырёх лапах» (нем. Ein Zeuge auf vier Pfoten)  | Михаэль Рибль         | Карл-Кристиан Дэмке и Петер Хайек          | 30 октября 2002 |  |
| Убита молодая женщина Клаудия Фоглер. Кто-то напал на неё в доме, и задушил. Единственным свидетелем является пёс, которого она взяла с улицы в ночь убийства. С помощью этого «свидетеля» Рекс выходит на убийцу. |                                                                |                       |                                            |                 |  |
| |                                                                |                       |                                            |                 |  |
| 94 (5x08) | «Когда дети хотят умереть» (нем. Wenn Kinder sterben wollen)   | Вильгельм Энгельхардт | Карл Киндер и Петер Хайек                  | 6 ноября 2002   |  |
| Марк и Рекс вызваны на расследование двух случаев смерти, которые взаимосвязаны. В первом случае была убита женщина. А во втором случае женщина покончила жизнь самоубийством. Но какова же взаимосвязь между этими происшествиями? |                                                                |                       |                                            |                 |  |
| |                                                                |                       |                                            |                 |  |
| 95 (6x08) | «До последней пули» (нем. Bis zur letzten Kugeln)              | Вильгельм Энгельхардт | Петер Хайек и Петер Мозер                  | 13 ноября 2002  |  |
| Торговец оружием выходит на свободу из-под ареста, заплатив залог. После этого происходит убийство полицейского. Марк выясняет, что убитый участвовал в облаве, при которой был арестован тот самый торговец оружием, и, возможно, эти события взаимосвязаны. |                                                                |                       |                                            |                 |  |
| |                                                                |                       |                                            |                 |  |
| 96 (7x08) | «Грехи покойников» (нем. Die Taten der Toten)                  | Вильгельм Энгельхардт | Петер Хайек и Петер Мозер                  | 20 ноября 2002  |  |
| В кукольном театре убит актёр, управлявший марионетками. В скором времени в Вене происходит убийство таксиста. Марк узнаёт, что у обоих убитых был один и тот же адвокат. Но пока это единственное совпадение. |                                                                |                       |                                            |                 |  |
| |                                                                |                       |                                            |                 |  |
| 97 (8x08) | «Всегда умирает один» (нем. Einer stirbt imme)                 | Михаэль Рибль         | Карл Бенедиктер и Петер Хайек              | 27 ноября 2002  |  |
| В Вене действие клуб игроков в русскую рулетку. В клубе состоит немало членов и действует тотализатор, приносящий большую прибыль. Студентка Петра Хоффингер хочет сообщить в полицию, но её убивают. Марк и Ники расследуют это убийство. |                                                                |                       |                                            |                 |  |
| |                                                                |                       |                                            |                 |  |
| 98 (9x08) | «Блондинка, красивая, мёртвая» (нем. Blond, hübsch, tot)       | Андреас Прохаска      | Петер Хайек и Петер Мозер                  | 4 декабря 2002  |  |
| В Вене орудует очередной серийный убийца. Его жертвами становятся молодые и богатые блондинки. Марк понимает, что убийства совершает психопат. Марку и Ники надо поторопиться, чтобы предотвратить последнее убийство. |                                                                |                       |                                            |                 |  |
| |                                                                |                       |                                            |                 |  |
| 99 (10x08) | «День рождения» (нем. Happy Bithday)                           | Вильгельм Энгельхардт | Петер Хайек и Петер Мозер                  | 11 декабря 2002 |  |
| У Марка день рождения. Ники уходит с работы пораньше и приходит в его квартиру, чтобы украсить её, но там на неё нападают и берут в заложники. Это бандиты, которые утром ограбили ювелирный магазин и убили продавца. Марку предстоит спасти Ники. |                                                                |                       |                                            |                 |  |
| |                                                                |                       |                                            |                 |  |
| 100 (11x08) | «Влюблена в убийцу» (нем. Verliebt in einen Mörder)            | Хайо Гис              | Петер Хайек и Перер Мозер                  | 18 декабря 2002 |  |
| Марк и Ники вызваны на расследование убийства мужчины, который был застрелен в магазине. Экспертизы выводят детективов на старое дело об убийстве, за которое мужчина сидит в тюрьме. Расследование приводит детективов к неприятному выводу, что, возможно, в тюрьме сидит невиновный. Кунц начинает догадываться об отношениях между Марком и Ники.                           |                                                                |                       |                                            |                 |  |
| |                                                                |                       |                                            |                 |  |
| 101 (12x08) | «Прославиться любой ценой» (нем. Berühmt um jeden Preis)       | Хайо Гис              | Бернхард Шерфль, Петер Хайек и Петер Мозер | 8 января 2003   |  |
| Марк и Ники расследуют убийства двух девушек, известных телезвёзд. Сначала они подозревали в убийствах фанатов, но потом поняли, что на ложном пути. В скором времени опасность грозит уже третьей девушке. |                                                                |                       |                                            |                 |  |
| |                                                                |                       |                                            |                 |  |
| 102 (13x08) | «Проклятие мумии» (нем. Der Fluch der Mumie)                   | Геральд Лигель        | Петер Хайек и Петер Мозер                  | 15 января 2003  |  |
| Сотрудники музея убивают молодого парня. Они планировали мумифицировать его и продать за дорогую цену, как египетскую мумию. Однако в дело вмешался Марк с Рексом. В скором времени происходит ещё одна странная смерть. |                                                                |                       |                                            |                 |  |
| |                                                                |                       |                                            |                 |  |

### Девятый сезон (2004)
| Номер | Название                                                 | Режиссёр         | Сценарий                      | Дата премьеры   |  |
| --- | -------------------------------------------------------- | ---------------- | ----------------------------- | --------------- |  |
| 103 (1x09) | «Покушение на Рекса» (нем. Attentat auf Rex)             | Михаэль Рибль    | Петер Хайек и Петер Мозер     | 4 декабря 2003  |  |
| В Марка и Рекса стреляют. Оба ранены, но Рекс особенно тяжело. Это сделал преступник, который 6 лет назад сел в тюрьму при содействии Рекса, но сейчас он на свободе. Марк сталкивается с трудностями при лечении Рекса.                                                                |                                                          |                  |                               |                 |  |
| |                                                          |                  |                               |                 |  |
| 104 (2x09) | «За что страдают дети» (нем. Wofür Kinder leiden müssen) | Андреас Прохаска | Петер Хайек и Петер Мозер     | 11 декабря 2003 |  |
| На свалке найден труп маленького мальчика, которого заставляли просить милостыню и избили до смерти. Марк выясняет, что мальчик был иммигрантом из Восточной Европы. Марк должен найти работорговцев, которые держат у себя остальных детей.                                            |                                                          |                  |                               |                 |  |
| |                                                          |                  |                               |                 |  |
| 105 (3x09) | «Голубь Эттриха» (нем. Ettrichs Taube)                   | Герхард Лигель   | Карл Бенедиктер и Петер Хайек | 18 декабря 2003 |  |
| Марк вызван на расследование убийства пожилого мужчины. Убитый занимался разведением почтовых голубей. Но в ходе расследования выясняется, что в Вене голуби разносят не только письма.                                                                                                 |                                                          |                  |                               |                 |  |
| |                                                          |                  |                               |                 |  |
| 106 (4x09) | «Смертельные витамины» (нем. Vitamine zum Sterben)       | Михаэль Рибль    | Петер Хайек и Петер Мозер     | 15 января 2004  |  |
| Молодая женщина неожиданно умирает от сердечного приступа на работе в офисе. Марк узнаёт, что перед смертью она выпила витамины. Он предполагает, что за смерть ответственна компания, выпускающая витамины, но те всё отрицают.                                                        |                                                          |                  |                               |                 |  |
| |                                                          |                  |                               |                 |  |
| 107 (5x09) | «Ночь в госпитале» (нем. Nachts im Spital)               | Андреас Прохаска | Петер Хайек и Бернхард Шерфль | 22 января 2004  |  |
| Марк расследует обстоятельства смерти врача в госпитале. На первый взгляд всё выглядит как самоубийство, но всё больше и больше всплывают неприятные подробности жизни госпиталя, которые наводят на мысль об убийстве.                                                                 |                                                          |                  |                               |                 |  |
| |                                                          |                  |                               |                 |  |
| 108 (6x09) | «Дунайский крокодил» (нем. Das Donaukrokodil)            | Михаэль Рибль    | Сюзанна Фройнд и Петер Хайек  | 29 января 2004  |  |
| Марк расследует целую серию смертей людей, которые погибли в водах Дуная. Всё указывает на то, что к их смерти причастен крокодил, но крокодилы не водятся в Дунае. Ситуацию ещё более запутывает то, что крокодил оказывается игрушечным.                                              |                                                          |                  |                               |                 |  |
| |                                                          |                  |                               |                 |  |
| 109 (7x09) | «Смерть в тюрьме» (нем. Eine Tote hinter Gittern)        | Ганс Вернер      | Петер Хайек и Петер Мозер     | 5 февраля 2004  |  |
| Ники, не обращая внимания на протесты своих коллег, садится под прикрытием в тюрьму. Делает она это для того, чтобы расследовать причины самоубийства заключённой, которой оставалось всего полгода до освобождения. Но Ники и не подозревала, насколько опасна жизнь в женской тюрьме. |                                                          |                  |                               |                 |  |
| |                                                          |                  |                               |                 |  |
| 110 (8x09) | «В полночь с Ниной» (нем. Nina um Mitternacht)           | Ганс Вернер      | Карл Бенедиктер и Петер Хайек | 12 февраля 2004 |  |
| Марк с напарниками ищет убийцу учительницы начальных классов. Сначала в убийстве подозревают её любовника Вальнера. Однако потом его невиновность становится очевидной, и что у преступления более глубокие мотивы.                                                                     |                                                          |                  |                               |                 |  |
| |                                                          |                  |                               |                 |  |
| 111 (9x09) | «Фотография» (нем. Schnappschuss)                        | Андреас Прохаска | Петер Хайек и Ральф Киндер    | 19 февраля 2004 |  |
| На заброшенной стройке найден труп застреленного мужчины и дело кажется сложным. Однако, благодаря пожилой свидетельнице, Марк довольно быстро вычисляет убийцу. |                                                          |                  |                               |                 |  |
| |                                                          |                  |                               |                 |  |
| 112 (10x09) | «Мертвец был ещё жив» (нем. Die Leiche lebte noch)       | Герхард Лигель   | Петер Хайек и Петер Мозер     | 26 февраля 2004 |  |
| На богатого бизнесмена кто-то нападает. Преступник думал, что убил бизнесмена, но тот остался жив. Однако в больнице он всё же умирает, и Хоффман берётся за расследование убийства. |                                                          |                  |                               |                 |  |
| |                                                          |                  |                               |                 |  |
| 113 (11x09) | «Ведьмы и другие женщины» (нем. Hexen und andere Frauen) | Герхард Лигель   | Карл Бенедиктер и Петер Мозер | 4 марта 2004    |  |
| И вновь в Вене появляется серийный убийца. Он убивает привлекательных женщин лет сорока. Всех жертв объединяет одно: рядом с трупами находят красные туфли или мёртвых мышей. Марк и Рекс берутся за сложное дело.                                                                      |                                                          |                  |                               |                 |  |
| |                                                          |                  |                               |                 |  |
| 114 (12x09) | «Маленькое счастье» (нем. Ein Toter und ein Baby)        | Герхард Лигель   | Бернхард Шерфль и Петер Хайек | 11 марта 2004   |  |
| После вечеринки, устроенной молодым человеком в своей квартире, его находят мертвым. Марк сталкивается с классической схемой «убийство в закрытой комнате», где все присутствующие друзья убитого под подозрением, в том числе, и беременная девочка-подросток.                         |                                                          |                  |                               |                 |  |
| |                                                          |                  |                               |                 |  |
| 115 (13x09) | «Его последнее воскресенье» (нем. Sein letzter Sonntag)  | Геральд Лигель   | Сюзанна Фройд и Петер Мозер   | 18 марта 2004   |  |
| Марк приезжает в дом престарелых, где с балкона упал один из жителей и погиб. Сразу устанавливается факт убийства. Убитого не любили многие, но личность убийцы станет для Марка и его коллег настоящим шоком.                                                                          |                                                          |                  |                               |                 |  |
| |                                                          |                  |                               |                 |  |

### Десятый сезон (2004)
| Номер | Название                                                      | Режиссёр         | Сценарий                                    | Дата премьеры    |  |
| --- | ------------------------------------------------------------- | ---------------- | ------------------------------------------- | ---------------- |  |
| 116 (1x10) | «E-mail от убийцы» (нем. E-mail von der Mörderin)             | Андреас Прохаска | Петер Хайек и Петер Мозер                   | 28 сентября 2004 |  |
| Марк и Рекс расследуют убийство известной модели, которую задушили и бросили в венском лесу. В скором времени выясняется, что её жених тоже убит. |                                                               |                  |                                             |                  |  |
| |                                                               |                  |                                             |                  |  |
| 117 (2x10) | «Человек без памяти» (нем. Ein Mann ohne Gedächtnis)          | Кристиан Гёрлиц  | Петер Хайек, Михаэль Клетте и Томас Тойбнер | 5 октября 2004   |  |
| Доктор Граф отдыхает с друзьями в кафе. Вскоре рядом раздаётся выстрел — неизвестные румыны ранили мужчину, в результате чего тот потерял память. Он не может понять, за что в него стреляли. Однако вскоре память к нему возвращается и он говорит Марку и его коллегам, что его девушке угрожает опасность, а нападавшие — это наркоторговцы. |                                                               |                  |                                             |                  |  |
| |                                                               |                  |                                             |                  |  |
| 118 (3x10) | «Наконец подох этот изверг» (нем. Endlich ist die Bestie tot) | Кристиан Гёрлиц  | Петер Хайек, Михаэль Клетте и Томас Тойбнер | 12 октября 2004  |  |
| Убит бизнесмен Юрген Зартманн, владевший фабрикой по производству печенья. Подозреваемых в убийстве предостаточно: его ненавидела вся семья. Во время расследования Марк и Рекс находят маленького щенка и начинают нянчиться с ним. Его называют Фрицем, в честь Кунца.                                                                        |                                                               |                  |                                             |                  |  |
| |                                                               |                  |                                             |                  |  |
| 119 (4x10) | «Допинг» (нем. Doping)                                        | Кристиан Гёрлиц  | Петер Хайек и Петер Мозер                   | 19 октября 2004  |  |
| Во время игры в хоккей погибает хоккеист, которого подозревали в употребления допинга. Пока Марк и Кунц расследуют это дело, Рекса отстраняют от работы. Его обвиняют в том, что, находясь на службе, он толкнул человека под грузовик. Марк и Кунц делают всё, чтобы очистить доброе имя Рекса.                                                |                                                               |                  |                                             |                  |  |
| |                                                               |                  |                                             |                  |  |

### Одиннадцатый сезон (2008)
| Номер | Название                                | Режиссёр       | Сценарий                                           | Дата премьеры   |  |
| --- | --------------------------------------- | -------------- | -------------------------------------------------- | --------------- |  |
| 120 (1x11) | «Встреча» (итал. L'incontro)            | Марко Серафини | Стефано Пьяно и Фабрицио Честаро                   | 29 января 2008  |  |
| Расследуя убийство Патрика Шалля, венские полицейские приходит к выводу, что дело связано с убийством в Италии Лукаса Вебера. Комиссар римской полиции Лоренцо Фаббри, который ведёт дело об убийстве Лукаса Вебера, узнаёт, что для дальнейшего расследования на помощь к нему прибыл новый напарник. Им оказывается Рекс, который уже много времени был в Вене без работы. Теперь Рекс будет работать в Риме. |                                         |                |                                                    |                 |  |
| |                                         |                |                                                    |                 |  |
| 121 (2x11) | «Калибр 7.65» (итал. Calibro 7.65)      | Марко Серафини | Стефано Пьяно и Фабрицио Честаро                   | 29 января 2008  |  |
| Фаббри, его напарник Джандоменико Морини и Рекс расследуют убийство Джанни Боттуры. Выясняется, что он был убит из того же оружия, что и Вебер с Шаллем. Для помощи в этом деле из Вены приезжает комиссар полиции Эрика Хедль. Начальник римского комиссариата Филиппо Гори недоволен появлением Рекса в отделе.                                                                                               |                                         |                |                                                    |                 |  |
| |                                         |                |                                                    |                 |  |
| 122 (3x11) | «Китайцы» (итал. Ombre cinesi)          | Марко Серафини | Стефано Пьяно и Фабрицио Честаро                   | 5 февраля 2008  |  |
| Фаббри расследует разборки в китайской диаспоре Рима. Дело связано с шантажом и проституцией. Фаббри начинает роман с судмедэкспертом Катей Мартелли. Эти отношения находят большую поддержку со стороны Морини, но не нравятся Рексу. |                                         |                |                                                    |                 |  |
| |                                         |                |                                                    |                 |  |
| 123 (4x11) | «Учись искусству» (итал. Impara l'arte) | Марко Серафини | Стефано Пьяно, Фабрицио Честаро и Джулио Кальвани  | 5 февраля 2008  |  |
| Фаббри вызван на расследование ещё одного убийства. Задушен скотчем Курт Кастро, работавшей критиком. Фаббри подозревает в убийстве рассыльного Мирко Бертолини, чьи отпечатки пальцев были найдены около трупа. |                                         |                |                                                    |                 |  |
| |                                         |                |                                                    |                 |  |
| 124 (5x11) | «Не всё золото» (итал. Non è tutt'oro)  | Марко Серафини | Стефано Пьяно, Фабрицио Честаро и Федерико Фаво    | 12 февраля 2008 |  |
| Фаббри и его команда вызваны на расследование убийства молодой беременной женщины. Когда же убийцу вычисляют, Фаббри с коллегами понимают, что, несмотря на все старания, доказательств против обвиняемого у них нет. |                                         |                |                                                    |                 |  |
| |                                         |                |                                                    |                 |  |
| 125 (6x11) | «Мама-квочка» (итал. Mamma chioccia)    | Марко Серафини | Стефано Пьяно, Фабрицио Честаро и Джулио Кальвани  | 12 февраля 2008 |  |
| Фаббри с Морини и Рексом расследуют избиение маленького мальчика, которого нашли в парке. Мальчика избили так сильно, что он впал в кому. Сперва подозреваемым становится дед мальчика. Вторым подозреваемым становится человек, отсидевший 20 лет за убийство своей жены и детей. |                                         |                |                                                    |                 |  |
| |                                         |                |                                                    |                 |  |
| 126 (7x11) | «Истина в вине» (итал. In vino veritas) | Марко Серафини | Стефано Пьяно, Фабрицио Честаро и Алессандра Аччай | 19 февраля 2008 |  |
| Фаббри с Морини расследуют убийство владельца ресторана. У него не взяли денег, но украли коллекцию дорогих вин. В то же время Рекс сильно обижен на Лоренцо за его отношения с Катей, несмотря на все старания последнего помириться. |                                         |                |                                                    |                 |  |
| |                                         |                |                                                    |                 |  |
| 127 (8x11) | «Далеко отсюда» (итал. Lontano da qui)  | Марко Серафини | Стефано Пьяно, Фабрицио Честаро и Федерико Фаво    | 19 февраля 2008 |  |
| Барбара, дочь известного промышленного магната, похищена неизвестными в масках, при этом убит её телохранитель Рикардо Муцци. Муцци был другом Фаббри, и теперь комиссар жаждет разобраться с убийцами. |                                         |                |                                                    |                 |  |
| |                                         |                |                                                    |                 |  |

### Двенадцатый сезон (2009)
| Номер | Название                                             | Режиссёр       | Сценарий                                | Дата премьеры  |
| --- | ---------------------------------------------------- | -------------- | --------------------------------------- | -------------- |
| 128 (12x01) | «Жизнь на волоске» (итал. Vite in pericolo)          | Марко Серафини | Стефано Пьяни и Федерико Фаво           | 17 марта 2009  |
| Фаббри и Рекс продолжают идти по следу похитителей Барбары, дочери промышленного магната. Между Фаббри и «похищенной» происходит перестрелка, и теперь Рекс тяжело ранен. Лоренцо не знает, как помочь своему псу. |                                                      |                |                                         |                |
| |                                                      |                |                                         |                |
| 129 (12x02) | «Смерть среди дельфинов» (итал. Morte tra i delfini) | Марко Серафини | Стефано Пьяни и Джулио Кальвани         | 17 марта 2009  |
| Фаббри и Рекс приступают к расследованию убийства ночной дежурной Моники Бианкини, которую нашли в бассейне для дельфинов в зоопарке. Фаббри подозревает в убийстве дрессировщика дельфинов Рино Тремонти. |                                                      |                |                                         |                |
| |                                                      |                |                                         |                |
| 130 (12x03) | «Школа страха» (итал. La scuola della paura)         | Марко Серафини | Стефано Пьяни и Джулио Кальвани         | 24 марта 2009  |
| В школу врывается человек, и берёт целый класс в заложники. Он угрожает убить всех детей, если ему не приведут одну из учительниц этой школы, Марию Мастранджело. И только Рексу под силу исправить это чрезвычайное положение. |                                                      |                |                                         |                |
| |                                                      |                |                                         |                |
| 131 (12x04) | «Дела семейные» (итал. Affari di famiglia)           | Марко Серафини | Стефано Пьяни и Альберто Остини         | 24 марта 2009  |
| В фамильном замке происходит убийство. Убит владелец замка, граф Альфонсо Борромини. И хотя все улики указывают на самоубийство, Лоренцо понимает, что речь идет об убийстве из-за огромного состояния графа. |                                                      |                |                                         |                |
| |                                                      |                |                                         |                |
| 132 (12x05) | «Мама есть мама» (итал. La mamma è sempre la mamma)  | Марко Серафини | Стефано Пьяни и Альберто Остини         | 31 марта 2009  |
| Мать Фаббри просит его приехать за город и расследовать убийство её подруги Элизы Донатти, учительницы игры на виолончели. Фаббри неохотно соглашается. Ему становится известно, что какой-то мужчина выбежал с места преступления, его видела свидетельница.                                                                                               |                                                      |                |                                         |                |
| |                                                      |                |                                         |                |
| 133 (12x06) | «Под маской» (итал. Masquerade)                      | Марко Серафини | Стефано Пьяни и Джулио Кальвани         | 31 марта 2009  |
| Во время фотосессии падает и умирает фотомодель Розарио Вилла Лобос. Выясняется, что она умерла от отравления. Фаббри не может расследовать это дело, так как он на больничном из-за ранения лодыжки. Этим делом вплотную занимаются Морини и Рекс. |                                                      |                |                                         |                |
| |                                                      |                |                                         |                |
| 134 (12x07) | «Последняя ставка» (итал. L'ultima scommessa)        | Марко Серафини | Стефано Пьяни и Федерико Фаво           | 8 апреля 2009  |
| Фаббри начинает расследование убийства жокея, которого убили выстрелом в висок. Вскоре уточняется, что в висок ударили каблуком, а не выстрелили, и что, скорее всего, убийство совершила женщина. |                                                      |                |                                         |                |
| |                                                      |                |                                         |                |
| 135 (12x08) | «Одинокий мужчина» (итал. Un uomo solo)              | Марко Серафини | Стефано Пьяни и Федерико Фаво           | 8 апреля 2009  |
| Убита подруга Филлипо Гори, журналистка Донателла. Глава отдела становится главным подозреваемым в убийстве, так как находился в квартире убитой во время убийства. У Фаббри есть всего сутки, чтобы оправдать шефа. |                                                      |                |                                         |                |
| |                                                      |                |                                         |                |
| 136 (12x09) | «Цвет тишины» (итал. Il colore del silenzio)         | Марко Серафини | Стефано Пьяни и Альберто Остини         | 13 апреля 2009 |
| Детский психолог Марта Ансельме убита в собственной квартире. Единственным свидетелем убийства является её больной аутизмом сын Микеле. Фаббри понимает, что мальчик, который не может говорить, всё же пытается указать ему на убийцу. К расследованию присоединяется Катя Мартелли.                                                                       |                                                      |                |                                         |                |
| |                                                      |                |                                         |                |
| 137 (12x10) | «Расхититель гробниц» (итал. Il tombarolo)           | Марко Серафини | Стефано Пьяни                           | 13 апреля 2009 |
| Марко Пагани, безработный, но, тем не менее, обеспеченный молодой человек был убит. Фаббри подозревает в убийстве водителя грузовика, Фьокке. А в это время Морини и Рекс увлекаются просмотром мыльных опер. |                                                      |                |                                         |                |
| |                                                      |                |                                         |                |
| 138 (12x11) | «Последний матч» (итал. L'ultima partita)            | Геральд Лигель | Пиа Хирцеггер, Петер Хаэк и Петер Мозер | 12 апреля 2009 |
| Лето 2008 года. В Вене проходит чемпионат Европы по футболу. Но там же орудует и серийный убийца, убивающий людей, связанных с футболом. Фриц Кунц, который ведёт это дело, просит Фаббри приехать из Рима и привезти с собой Рекса для помощи в расследовании. Вскоре Фаббри и Рекс оказываются в Вене. Кунц и Граф рады встрече с бывшим коллегой Рексом. |                                                      |                |                                         |                |
| |                                                      |                |                                         |                |

### Тринадцатый сезон (2011)
| Номер | Название                                                     | Режиссёр       | Сценарий                                                              | Дата премьеры |
| --- | ------------------------------------------------------------ | -------------- | --------------------------------------------------------------------- | ------------- |
| 139 (13x01) | «Чемпион» (итал. Il campione)                                | Марко Серафини | Стефано Пьяни и Лука Дзеси                                            | 14 июня 2011  |
| В собственном доме убит Стефано Бондено. Рекс находит папку с фотографиями убитых дворняг в сарае около дома Бондено. Фаббри и Морини в замешательстве, дело запутывается ещё больше. |                                                              |                |                                                                       |               |
| |                                                              |                |                                                                       |               |
| 140 (13x02) | «Кентавры» (итал. Centauri)                                  | Марко Серафини | Стефано Пьяни, Франческо Арланч и Франческо Баллетта                  | 14 июня 2011  |
| Мотогонщик Стефано Бьянки неудачно падает во время гонок и умирает по дороге в больницу. Кто-то умышленно вывел из строя двигатель, и Фаббри начинает расследование убийства. Вскоре выясняется, что дело как-то связано с наркотиками.                                                      |                                                              |                |                                                                       |               |
| |                                                              |                |                                                                       |               |
| 141 (13x03) | «Вой собаки» (итал. L'ululato)                               | Марко Серафини | Стефано Пьяни и Альберто Остини                                       | 21 июня 2011  |
| Фаббри расследует убийство пожилого кардиолога и президента гольф-клуба Энрико ди Витиса. Он был избит до смерти клюшкой. В руке убитого зажата брошка. Фаббри узнает, что она принадлежит Аните, дочери убитого.                                                                            |                                                              |                |                                                                       |               |
| |                                                              |                |                                                                       |               |
| 142 (13x04) | «Мой ансамбль играет рок» (итал. La mia banda suona il rock) | Марко Серафини | Стефано Пьяни и Джованни Роббиано                                     | 21 июня 2011  |
| Фаббри расследует убийство рок-певицы Дарьи Джили, которая была подругой Кати Мартелли. Рекс находит рядом с телом убитой пистолет. Продюсер девушки говорит, что недавно выплатил ей большой аванс.                                                                                         |                                                              |                |                                                                       |               |
| |                                                              |                |                                                                       |               |
| 143 (13x05) | «Считанные минуты» (итал. Minuti contati)                    | Марко Серафини | Стефано Пьяни и Федерико Фаво                                         | 28 июня 2011  |
| Фаббри расследует смерть синьора Рокки. Всё выглядит как передозировка, но впоследствии оказывается, что Рокки был убит. Убийство связано с готовящимся терактом в Риме, и раскрыть оба дела берется Фаббри. На помощь ему приходит полковник Глория Савино.                                 |                                                              |                |                                                                       |               |
| |                                                              |                |                                                                       |               |
| 144 (13x06) | «Отличные парни» (итал. Bravi ragazzi)                       | Марко Серафини | Стефано Пьяни, Алессандро Фаббри, Валерия Коласанти и Тициана Мартини | 28 июня 2011  |
| Сын богатых людей Тони Миани убит ножом во время празднования своего двадцатилетия. При этом его младший брат Федерико убегает в лес. Фаббри и Рекс расследуют убийство и ищут пропавшего мальчика.                                                                                          |                                                              |                |                                                                       |               |
| |                                                              |                |                                                                       |               |
| 145 (13x07) | «Кошачьи глаза» (итал. Occhi di gatto)                       | Марко Серафини | Стефано Пьяни и Джулио Кальвани                                       | 5 июля 2011   |
| Фаббри расследует убийство графини Клотильды Санфеличе, которую выбросили из окна собственного дома. Главный подозреваемый — неизвестная женщина в лохмотьях, которая выбежала из дома сразу после убийства.                                                                                 |                                                              |                |                                                                       |               |
| |                                                              |                |                                                                       |               |
| 146 (13x08) | «Название кометы» (итал. I nomi delle stelle)                | Марко Серафини | Стефано Пьяни, Франческо Арланч и Франческо Баллетта                  | 5 июля 2011   |
| Аугусто Варинелли, известный астроном, открывший комету, становится жертвой преступления — кто-то изувечил его. Фаббри и Рекс берутся за дело, опутанное обманом и интригами. Расследование приводит их к интересным результатам.                                                            |                                                              |                |                                                                       |               |
| |                                                              |                |                                                                       |               |
| 147 (13x09) | «Нераскрытое дело» (итал. Un caso freddo)                    | Марко Серафини | Стефано Пьяни и Альберто Остини                                       | 12 июля 2011  |
| На вечеринке у своей соседки Фаббри знакомится со студенткой юридического факультета. На следующий день она приходит к нему в комиссариат и просит его расследовать дело о смерти её матери. 17 лет назад её мать покончила с собой, но дочь сомневается, и считает, что произошло убийство. |                                                              |                |                                                                       |               |
| |                                                              |                |                                                                       |               |
| 148 (13x10) | «Маэстро, музыку!» (итал. Musica, maestro!)                  | Марко Серафини | Стефано Пьяни, Алессандро Фаббри, Валерия Коласанти и Тициана Мартини | 12 июля 2011  |
| Фаббри получает приглашение посетить концерт знаменитого пианиста Флавио Бономи. После концерта пианиста убивают в собственной гримёрке. Возле гримёрки Рекс находит наушник от плеера кузена жертвы.                                                                                        |                                                              |                |                                                                       |               |
| |                                                              |                |                                                                       |               |
| 149 (13x11) | «Пропавшая девушка» (итал. La ragazza scomparsa)             | Марко Серафини | Стефано Пьяни, Альберто Остини и Стефано Судри                        | 19 июля 2011  |
| Катя приглашает Фаббри в небольшой морской круиз. Фаббри уезжает, оставив Рекса с Морини, но Рекс тайком пробирается на борт и отправляется в путешествие вместе с хозяином. Вскоре на корабле происходит таинственное происшествие.                                                         |                                                              |                |                                                                       |               |
| |                                                              |                |                                                                       |               |
| 150 (13x12) | «Проклятие Караваджо» (итал. La maledizione del Caravaggio)  | Марко Серафини | Стефано Пьяни и Петер Лонер                                           | 19 июля 2011  |
| В Мальте убит итальянский искусствовед Гаэтано Раньери. Фаббри, Морини и Рекс, приехавшие на конференцию по криминалистике в Мальту, понимают, что именно им надо расследовать убийство итальянца.                                                                                           |                                                              |                |                                                                       |               |
| |                                                              |                |                                                                       |               |

### Четырнадцатый сезон (2011)
| Номер | Название                                           | Режиссёр          | Сценарий                                               | Дата премьеры  |
| --- | -------------------------------------------------- | ----------------- | ------------------------------------------------------ | -------------- |
| 151 (14x01) | «Тени прошлого» (итал. Ombre)                      | Андреа Костантини | Флориан Иверсен и Андреа Костантини                    | 3 ноября 2011  |
| Найдены человеческие останки. Катя Мартелли выясняет, что это остатки сына главы фармацевтической компании Витторио Сольферино, который исчез без вести несколько лет назад. Между тем, Морини, в связи с болезнью матери, переезжает в Милан. Фаббри с Рексом тяжело переживают расставание с другом.          |                                                    |                   |                                                        |                |
| |                                                    |                   |                                                        |                |
| 152 (14x02) | «В волчьем логове» (итал. In mezzo ai lupi)        | Андреа Костантини | Регине Билефельд                                       | 3 ноября 2011  |
| В рыбном магазине в центре Рима убивают молодого парня Симоне Пазини. Ни его девушка, ни родители понятия не имеют, кто и за что мог это сделать. Фаббри начинает изучать личное дело убитого. А в это время Гори вновь конфликтует с Рексом. Бандиты убивают Фаббри, взорвав машину, в которую он сел.         |                                                    |                   |                                                        |                |
| |                                                    |                   |                                                        |                |
| 153 (14x03) | «Тайная игра» (итал. Gioco sottobanco)             | Андреа Костантини | Даниэль Максимилиан и Томас Паули                      | 7 ноября 2011  |
| После трагической смерти Фаббри Рекс остаётся совсем один. В полиции появляется новый комиссар — Давиде Ривера. Комиссар не спешит налаживать контакт с Рексом. Его первым делом станет убийство синьоры Гросси. В совершении убийства признается её собственный муж, но Ривера не верит ему.                   |                                                    |                   |                                                        |                |
| |                                                    |                   |                                                        |                |
| 154 (14x04) | «Давнее обещание» (итал. Una promessa dal passato) | Андреа Костантини | Андреа Костантини                                      | 7 ноября 2011  |
| Ривера вызван на расследование нового убийства. Убит Филиппо Морарис, двадцатилетний турист из Бразилии. Все соседи и знакомые Филиппо удивлены: он был очень позитивным человеком, и у него не было врагов. |                                                    |                   |                                                        |                |
| |                                                    |                   |                                                        |                |
| 155 (14x05) | «Месть» (итал. Vendetta)                           | Андреа Костантини | Петер Лонер и Давиде Солинас                           | 8 ноября 2011  |
| Неонацистская группировка «Белое братство» празднует своё воссоединение — двух её членов освободили из тюрьмы за совершённое ими убийство. Но один из освобожденных, Сальваторе Никастро, не приходит на празднование. Вскоре его находят убитым, и Ривера вызван расследовать это убийство.                    |                                                    |                   |                                                        |                |
| |                                                    |                   |                                                        |                |
| 156 (14x06) | «В глубине» (итал. Profondo Blu)                   | Андреа Костантини | Алессандро Фаббри, Валерия Коласанти и Тициана Мартини | 8 ноября 2011  |
| Пловец Марко Садино умирает прямо во время соревнования. Врачи обнаруживают в его крови эфедрин — допинг, на который у Марко была аллергия. Задача Риверы — выяснить, сам он принял эфедрин ошибочно или это было убийство.                                                                                     |                                                    |                   |                                                        |                |
| |                                                    |                   |                                                        |                |
| 157 (14x07) | «Дом с привидениями» (итал. La casa degli spiriti) | Андреа Костантини | Даніель Максимилиан и Томас Паули                      | 9 ноября 2011  |
| Бывшая девушка Риверы, Сара, звонит ему ночью в слезах — её парень Федерико повесился на дереве прямо перед её домом. Ривера едет к ней, но там с удивлением обнаруживает, что тело исчезло — так, как будто его вообще не было. В чём же дело?                                                                 |                                                    |                   |                                                        |                |
| |                                                    |                   |                                                        |                |
| 158 (14x08) | «Всё в одну ночь» (итал. Tutto in una notte)       | Андреа Костантини | Федерико Фаво                                          | 9 ноября 2011  |
| Ривера берёт отпуск, но вскоре ему приходится вернуться на работу ради важного расследования. Сын богатых родителей, возвращаясь с очередной вечеринки, находит своего отца мертвым в багажнике собственного автомобиля. Подозреваемых в убийстве достаточно, ведь врагов у влиятельного бизнесмена было много. |                                                    |                   |                                                        |                |
| |                                                    |                   |                                                        |                |
| 159 (14x09) | «Жизнь за жизнь» (итал. Una vita per una vita)     | Марко Серафини    | Флориан Иверсен                                        | 10 ноября 2011 |
| В доме, где живёт свидетельница по важному делу, раздаётся взрыв. Ривера и Рекс спасают её и ещё нескольких людей, но без погибших не обошлось. Это дело связано с одним из итальянских банков, занимающимся преступной деятельностью.                                                                          |                                                    |                   |                                                        |                |
| |                                                    |                   |                                                        |                |
| 160 (14x10) | «Третий» (итал. Il terzo uomo)                     | Марко Серафини    | Даниель Максимилиан и Томас Паули                      | 10 ноября 2011 |
| В трёх местах Рима, неподалёку друг от друга, раздаются выстрелы: профессиональный снайпер убивает трёх человек почти одновременно. Ривера ищет точку, из которой стрелял снайпер, а его коллеги пришли к выводу, что один из выстрелов предназначался другому человеку.                                        |                                                    |                   |                                                        |                |
| |                                                    |                   |                                                        |                |
| 161 (14x11) | «Призрак в камуфляже» (итал. Bandiera a mezz'asta) | Марко Серафини    | Джулио Кальвани                                        | 11 ноября 2011 |
| Ривера и Рекс расследуют убийство жулика Луччо Паренцо. Никаких зацепок им обнаружить не удаётся, пока в расследование не вмешивается женщина, которая утверждает, что Паренцо убил её муж, погибший год назад в Афганистане, но даже после смерти продолжающий защищать её.                                    |                                                    |                   |                                                        |                |
| |                                                    |                   |                                                        |                |
| 162 (14x12) | «Роковая случайность» (итал. Sinfonia imperfetta)  | Марко Серафини    | Иоле Мазуччи                                           | 11 ноября 2011 |
| В ужасной аварии погибает Карла Джусти. Но выясняется, что несчастный случай был хорошо спланированным убийством. Ривера имеет дело с большим количеством подозреваемых. Убийство мог совершить и ревнивый муж, и любовник, и падчерицы, которым совсем не по душе была их мачеха.                              |                                                    |                   |                                                        |                |
| |                                                    |                   |                                                        |                |

### Пятнадцатый сезон (2012)
| Номер | Название                                                         | Режиссёр          | Сценарий                                             | Дата премьеры   |
| --- | ---------------------------------------------------------------- | ----------------- | ---------------------------------------------------- | --------------- |
| 163 (15x01) | «Тигрица» (итал. La Tigre)                                       | Марко Серафини    | Даниэль Максимилиан, Томас Паули и Стефано Ангеле    | 26 ноября 2012  |
| В городском цирке находят труп Маттео Мондреаса. Жертва зашла в клетку к тигрице с целью покормить её, и та напала на неё, нанеся смертельный удар лапой. Комиссар Ривера и Рекс узнают, что кто-то специально натравил животное при помощи ультразвука.                                                  |                                                                  |                   |                                                      |                 |
| |                                                                  |                   |                                                      |                 |
| 164 (15x02) | «Суперстар» (итал. Superstar)                                    | Марко Серафини    | Стефано Ангеле                                       | 3 декабря 2012  |
| Во время съёмок одного из фильмов была убита популярная актриса. Комиссар Ривера берётся за дело и вскоре обнаруживает, что множество людей имело мотив для убийства. Тем временем выясняется, что у Рекса есть актёрский талант.                                                                         |                                                                  |                   |                                                      |                 |
| |                                                                  |                   |                                                      |                 |
| 165 (15x03) | «Почти идеальное преступление» (итал. Un delitto quasi perfetto) | Фернандо Мурака   | Даниэль Максимилиан, Томас Паули и Стефано Ангеле    | 10 декабря 2012 |
| Найден труп человека в своей собственной сауне. Он умер от сердечного приступа, так как кто-то перевел термостат на максимум и из-за горячего пара у мужчины отказало сердце, а значит, это было убийство. Ривера понимает, что у любовницы покойника, его брата и подруги был мотив для убийства.        |                                                                  |                   |                                                      |                 |
| |                                                                  |                   |                                                      |                 |
| 166 (15x04) | «Время не лечит раны» (итал. Il tempo non guarisce le ferite)    | Фернандо Мурака   | Регине Билефельд                                     | 17 декабря 2012 |
| Когда молодой рабочий на строительной площадке падает с большой высоты и разбивается, комиссар Ривера и Рекс подозревают, что здесь что-то не так. Вскоре они узнают, что покойный был игрушкой в руках богатой вдовы, пока не влюбился в её дочь.                                                        |                                                                  |                   |                                                      |                 |
| |                                                                  |                   |                                                      |                 |
| 167 (15x05) | «Голос безумия» (итал. Una voce nella folla)                     | Андреа Костантини | Давиде Солинас                                       | 24 декабря 2012 |
| Незаконная дочь богатого человека становится целью заговора, когда её сводная сестра хочет убить её, чтобы не делиться наследством своего отца. Пытаясь спастись, девушка скрывается. Ривера и Рекс отправляются на поиски пропавшей.                                                                     |                                                                  |                   |                                                      |                 |
| |                                                                  |                   |                                                      |                 |
| 168 (15x06) | «Незваные гости» (итал. L'intruso)                               | Андреа Костантини | Андреа Костантини, Даниэль Максимилиан и Томас Паули | 31 декабря 2012 |
| Ривера, его племянница Лиза и Рекс прибывают по приглашению на благотворительный вечер на роскошной вилле в пригороде Рима. Неожиданно большая группа людей в масках и серых комбинезонах, угрожая дробовиками, пистолетами и автоматами, берут всех в заложники.                                         |                                                                  |                   |                                                      |                 |
| |                                                                  |                   |                                                      |                 |
| 169 (15x07) | «Двое мужчин, один ребёнок» (итал. Due uomini e un bebé)         | Андреа Костантини | Стефано Ангеле                                       | 14 января 2013  |
| Во время расследования дела о двойном убийстве Ривера и Рекс находят маленькую девочку. С помощью неё они разоблачают незаконное некоммерческое агентство по усыновлению. Риверу и его коллег в полицейском участке в буквальном смысле оставляют с ребёнком на руках.                                    |                                                                  |                   |                                                      |                 |
| |                                                                  |                   |                                                      |                 |
| 170 (15x08) | «Амнезия» (итал. Blackout)                                       | Андреа Костантини | Даниэль Максимилиан и Томас Паули                    | 21 января 2013  |
| В гостиничном номере застрелен молодой человек, затем из окна той же комнаты падает девушка. Она всё ещё жива, но из-за травмы головы полностью потеряла память. Но у Риверы есть некоторые улики, которые приведут его к убийце.                                                                         |                                                                  |                   |                                                      |                 |
| |                                                                  |                   |                                                      |                 |
| 171 (15x09) | «Удар в сердце» (итал. Un colpo al cuore)                        | Андреа Костантини | Лука Дзеси                                           | 28 января 2013  |
| Девушка отвечает на крик о помощи и находит запертого в багажнике автомобиля мужчину вместе со своей женой, заколотой ножом сербской армии. Комиссар Ривера и Рекс расследуют это дело и сосредотачивают своё внимание на ноже и возможной связи с сербской армией.                                       |                                                                  |                   |                                                      |                 |
| |                                                                  |                   |                                                      |                 |
| 172 (15x10) | «Тёмная сторона» (итал. Il lato oscuro)                          | Андреа Костантини | Бернд Швамм, Эмануэла Канонико и Давиде Солинас      | 4 февраля 2013  |
| Два брата-уголовника похищают Рекса, чтобы отомстить комиссару Ривере. Преступники вводят в собаку препараты, что делает её агрессивной, а затем используют в серии грабежей. Полиции приказано уничтожить его. Ривера отчаянно пытается найти любимца, прежде чем это сделают полицейские, и спасти его. |                                                                  |                   |                                                      |                 |
| |                                                                  |                   |                                                      |                 |
| 173 (15x11) | «Серый» (итал. Il Grigio)                                        | Андреа Костантини | Флориан Иверсен, Лука Дзеси и Андреа Костантини      | 11 февраля 2013 |
| Давиде Ривера и Рекс расследуют дело неуловимого преступника по кличке «Серый». Они вынуждены конкурировать с комиссаром полиции Паоло Миано, который тоже ищет убийцу, чтобы отомстить за смерть своего брата. Объект их поисков всегда оказывается на шаг впереди полиции.                              |                                                                  |                   |                                                      |                 |
| |                                                                  |                   |                                                      |                 |
| 174 (15x12) | «Узы крови» (итал. Legami di sangue)                             | Андреа Костантини | Стефано Ангеле                                       | 7 января 2013   |
| Политик застрелен, выступая на митинге в поддержку жёстких законов, ограничивающих власть банков. Предполагаемый убийца, араб, также погибает. В ходе расследования комиссар Ривера укрепляется в мысли, что имеет место заговор, в который втянуты известные политики и банкиры.                         |                                                                  |                   |                                                      |                 |
| |                                                                  |                   |                                                      |                 |

### Шестнадцатый сезон (2013—2014)
| Номер | Название                                                 | Режиссёр            | Сценарий                               | Дата премьеры   |  |
| --- | -------------------------------------------------------- | ------------------- | -------------------------------------- | --------------- |  |
| 175 (16x01) | «Церемония выпуска» (итал. Festa di laurea)              | Раффаэле Верцилло   | Моника Дзапелли                        | 20 декабря 2013 |  |
| В учебных заведениях Италии проходят выпускные экзамены. В это же время в пригороде Рима найдено тело убитого преподавателя онлайн-университета. Комиссар Терцани и Рекс окунаются в яркую жизнь университета. |                                                          |                     |                                        |                 |  |
| |                                                          |                     |                                        |                 |  |
| 176 (16x02) | «Третий тайм» (итал. Terzo tempo)                        | Марко Серафини      | Джакопо Фантастичини, Франческо Фавале | 27 декабря 2013 |  |
| Президент регби-клуба, Эудженио Сартор, был убит в своём доме вскоре после просмотра тренировки своей команды. Терцани и Рекс сначала подозревают одного из игроков — Мишеля Кацция, а затем преступника, который причастен к договорным матчам. |                                                          |                     |                                        |                 |  |
| |                                                          |                     |                                        |                 |  |
| 177 (16x03) | «Горький шоколад» (итал. Cioccolata amara)               | Марко Серафини      | Андреа Олива                           | 3 января 2014   |  |
| Когда президент шоколадной фабрики Роджеро Оноратти умирает, съев отравленный шоколад, Марко Терцани и Рекс сосредотачиваются на семье убитого, которая, как оказывается, разваливается от постоянных конфликтов. Вскоре становится известно, что отравлена партия шоколадного печенья, и она уже отправлена в Рим… |                                                          |                     |                                        |                 |  |
| |                                                          |                     |                                        |                 |  |
| 178 (16x04) | «Кунсткамера» (итал. Wunderkammer)                       | Марко Серафини      | Франческо Кьоче                        | 10 января 2014  |  |
| Марко и Рекс расследуют дело об убийстве богатого владельца строительной фирмы, который был убит ружейным выстрелом во время охоты. |                                                          |                     |                                        |                 |  |
| |                                                          |                     |                                        |                 |  |
| 179 (16x05) | «Классовая борьба» (итал. Lotta di classe)               | Фернандо Мурака     | Джанлука Ансанелли                     | 13 января 2014  |  |
| Школьная учительница после экскурсии по Риму приходит в комиссариат, чтобы сообщить, что одна из её учениц — Сара Борелли, была жестоко избита и отравлена, пока она была в отеле. Во время допроса Сара рассказывает, что она была одурманена одной из одноклассниц — Кларой Моретти. Но вскоре труп Клары находят в двух шагах от комиссариата. |                                                          |                     |                                        |                 |  |
| |                                                          |                     |                                        |                 |  |
| 180 (16x06) | «Убийственное танго» (итал. Tango assassino)             | Фернандо Мурака     | Миранда Пизионе                        | 14 января 2014  |  |
| Известный танцор танго Коррадо Фанти был убит в своей школе танго. Он был отравлен, а его дом обыскали в поисках чего-то. Подозреваемыми становятся все ученицы Коррадо, ведь каждая девушка в группе хотела танцевать танец с ним. В ходе расследования Марко и Рекс обнаруживают, что новая цель убийцы — учительница танго. |                                                          |                     |                                        |                 |  |
| |                                                          |                     |                                        |                 |  |
| 181 (16x07) | «Мэджикленд» (итал. Magicland)                           | Фернандо Мурака     | Массимо Реале, Антонио Лауро           | 15 января 2014  |  |
| Во время прогулки Марко, Рекса и Альберто по парку развлечений «Мэджикленд» был найден труп танцовщицы Мари, которая выступала в одном из представлений. Расследование сосредотачивается на танцорах труппы и каскадёрах, а затем подозревается Массимо Форгиери, директор парка, который, как выяснилось, продаёт наркотики своим сотрудникам. |                                                          |                     |                                        |                 |  |
| |                                                          |                     |                                        |                 |  |
| 182 (16x08) | «Бессонная ночь» (итал. Notte in bianco)                 | Никола Перуччи      | Массимо Реале, Антонио Лауро           | 16 января 2014  |  |
| Полицейский под прикрытием, Микеле Росси, проникший в крупную преступную организацию, попадает в засаду и погибает от руки двух таинственных профессиональных убийц. Комиссар Терцани, близкий друг убитого, не подчиняется приказам Гори и проводит собственное расследование. Марко и Рекс берут на себя роль пациентов в роскошной частной клинике, которой управляет важный специалист, доктор. |                                                          |                     |                                        |                 |  |
| |                                                          |                     |                                        |                 |  |
| 183 (16x09) | «На куски» (итал. A pezzi)                               | Раффаэле Верцилло   | Массимо Реале, Антонио Лауро           | 17 января 2014  |  |
| Официальный представитель офиса убит в собственной квартире. Терцани и Рекс берутся за расследование. У жертвы была бывшая жена, которая так и не смирилась с разводом. Множество улик указывает на неё, и Гори принимает решение задержать её для дальнейшего допроса… |                                                          |                     |                                        |                 |  |
| |                                                          |                     |                                        |                 |  |
| 184 (16x10) | «Специалисты по съёму» (итал. Gli artisti del rimorchio) | Никола Перуччи      | Стефано Ангеле                         | 20 января 2014  |  |
| Антонио Тассинари, известный мастер по соблазнению, проводящий курсы для застенчивых мужчин и помогающий им преодолеть себя, зарезан в баре при проведении практического урока. Терцани записывается в ученики, пытаясь подобраться к таинственному Мастеру Разума, являющемуся гуру для всех обучающихся… |                                                          |                     |                                        |                 |  |
| |                                                          |                     |                                        |                 |  |
| 185 (16x11) | «Ледниковый период» (итал. L'era glaciale)               | Эрхард Ридльшпергер | Штефан Бруннер                         | 21 декабря 2013 |  |
| Комиссар полиции города Мерано Андреас Миттерер до сих пор не может полностью оправиться после смерти своей жены. Настроение полицейского ухудшается, когда он узнаёт, что к нему должны перевести нового коллегу, и оно не становится лучше, когда он видит, что вместо человека его новым напарником является Рекс. Но на знакомство не остаётся много времени, так как им предстоит совершить первое совместное расследование: маленький мальчик, внук богатого и влиятельного отельера Леопольда Иннерхофера, был похищен… |                                                          |                     |                                        |                 |  |
| |                                                          |                     |                                        |                 |  |

### Семнадцатый сезон (2014)
| Номер | Название                                                | Режиссёр                       | Сценарий                            | Дата премьеры  |
| --- | ------------------------------------------------------- | ------------------------------ | ----------------------------------- | -------------- |
| 186 (17x01) | «Братья» (итал. Fratelli)                               | Антонио Манетти, Марко Манетти | Федерико Фаво                       | 31 марта 2014  |
| Загадочный австриец Мартин Райтер совершает ограбления, используя собаку той же породы что и Рекс. По этой причине Марко и Рекс были переведены в другой полицейский участок под командованием Аннамарии Фиори. Терцани встречается с Карло Папини — бывшим полицейским, который теперь находится в инвалидном кресле и сотрудничает с полицией в качестве консультанта. Между ними имеются старые разногласия. Терцани винит Папини в смерти своего брата, который также был полицейским. Между тем расследование открывает страшную правду о Райтере…                                                                                     |                                                         |                                |                                     |                |
| |                                                         |                                |                                     |                |
| 187 (17x02) | «Порочный круг» (итал. Circolo vizioso)                 | Антонио Манетти, Марко Манетти | Валерио Чилио                       | 31 марта 2014  |
| В ночное время Рим погружается в порочную роскошь. Тем временем Гвидо Лоренци крадёт очень важную технологическую разработку, сделанную в Италии, и решает воспользоваться эскорт-услугой. Наутро девушка, которая была у него вечером, найдена убитой. Расследование приводит команду в спортивный клуб. Марко Терцани решает работать под прикрытием, вжившись в роль влиятельного промышленника, и начинает посещать этот клуб. Там он встречает Джулию, теряет от неё голову и решает добиться её. Однако, будучи вежливым и обаятельным, он получает отказ.                                                                            |                                                         |                                |                                     |                |
| |                                                         |                                |                                     |                |
| 188 (17x03) | «Очищение песком» (итал. Sabbiature)                    | Антонио Манетти, Марко Манетти | Джулио Кальвани                     | 7 апреля 2014  |
| Паоло Тарантини, арестованный Терцани несколько лет назад, выходит из тюрьмы и жаждет мести. При помощи фургона он инициирует аварию и похищает комиссара. Тот пробуждается, будучи запертым в деревянном ящике глубоко под землёй. Воспользовавшись телефоном, оставленным Тарантини, Терцани звонит в полицию, однако не может точно сказать, где находится. Начинается гонка со временем — кислород в ящике не бесконечен. Практически все агенты полиции принимаются за расследование, а Рексу придётся выложиться на 100 процентов, чтобы добраться до истины и спасти любимого хозяина.                                               |                                                         |                                |                                     |                |
| |                                                         |                                |                                     |                |
| 189 (17x04) | «Мать всей мести» (итал. La madre di tutte le vendette) | Антонио Манетти, Марко Манетти | Виола Рисполи                       | 7 апреля 2014  |
| В клинике для беременных врач замечает у женщины подозрительное поведение. Та зарезает врача и убегает, оставив сумку с бомбой, готовой взорваться в любой момент. Когда полиция прибывает на место, Рекс чует бомбу. Ему удаётся выбросить её в Тибр за мгновение до взрыва. Поиски преступницы приводят к фармацевтической промышленности и опытному исследователю, который был уволен задолго до произошедшего, и уже, кажется, бесследно исчез… |                                                         |                                |                                     |                |
| |                                                         |                                |                                     |                |
| 190 (17x05) | «8 9 3» (итал. 8 9 3)                                   | Антонио Манетти, Марко Манетти | Федерико Фаво, Микеланджело Ла Неве | 14 апреля 2014 |
| Киллер убивает лидеров банд в Риме и оставляет на их телах символы в виде бильярдных шаров, образующие цифры восемь, девять и три. Шифровка относится к язуке, ужасной японской мафии. Но кто-то убивает киллера, рисует на его лице символ «X» и отправляет фото к Горо Йошимото — боссу язуки, который пытается утвердиться в криминальном мире столицы. Терцани и Рекс должны предотвратить появление страшной японской преступной организации в стране. |                                                         |                                |                                     |                |
| |                                                         |                                |                                     |                |
| 191 (17x06) | «Кодекс короля» (итал. Il codice Rex)                   | Антонио Манетти, Марко Манетти | Андреа Нобиле                       | 14 апреля 2014 |
| Вечером в старой библиотеке исследователь Патриция Сенсини была убита таинственным человеком, одетым в чёрное. Прибыв на место преступления, Рекс находит в соседней комнате маленькую Терезу — дочку убитой. Ребёнок стал свидетелем убийства матери и, скорее всего, видел убийцу. Однако девочка находится в состоянии шока и не может сказать ни слова. Только Рекс своей любовью может помочь ей прийти в себя… |                                                         |                                |                                     |                |
| |                                                         |                                |                                     |                |
| 192 (17x07) | «Солдат будущего» (итал. Soldato futuro)                | Антонио Манетти, Марко Манетти | Антонио Лауро, Массимо Реале        | 21 апреля 2014 |
| Афганистан. Операция итальянской армии по спасению заложников заканчивается трагедией. Вина лежит на провалившейся системе маскировки под названием «Солдат будущего». Подозрения висят на капитане Занине — единственном, кто вышел при столкновении сухим из воды. Совершая пробежку вместе с Рексом, Терцани находит труп Занина. Вскоре вмешиваются спецслужбы, которые отстраняют комиссара от дела. Но тот заподазривает что-то неладное и, несмотря на возражения Фиори, начинает расследование. С помощью полковника, друга Занина, он проникает в казарму, где испытывают новые армейские технологии…                              |                                                         |                                |                                     |                |
| |                                                         |                                |                                     |                |
| 193 (17x08) | «Цвет воды» (итал. Il colore dell'acqua)                | Антонио Манетти, Марко Манетти | Федерико Фаво                       | 21 апреля 2014 |
| Альберто Монтероссо добровольно читает рассказы для незрячих. В небольшой аудитории присутствует слепая девушка — Франческа Верроне. Монтероссо влюбляется в неё. Он должен проявить всё своё мужество, чтобы пригласить её на свидание. Когда она соглашается, инспектор становится, вероятно, самым счастливым человеком в мире. Однако на следующий день случается необъяснимое: Франческа исчезает, не оставив за собой никаких следов. Команда начинает поиски, не зная, где находится девушка. Её кто-то связал в большом стеклянном кубе, который наполняется водой. Если немедленно не найти и не освободить Франческу, она утонет… |                                                         |                                |                                     |                |
| |                                                         |                                |                                     |                |
| 194 (17x09) | «№ 13» (итал. N13)                                      | Антонио Манетти, Марко Манетти | Франческо Кьоче                     | 28 апреля 2014 |
| Четверо мужчин в костюмах клоунов заходят в торговый центр, чтобы совершить ограбление. Там же находятся и Папини с Фиори. План срывается: в ходе перестрелки погибает охранник и получает серьёзное ранение один из грабителей. Его сообщники баррикадируются в магазине электроники вместе с заложниками, в числе которых и Папини. Начинается долгая и изнурительная ночь переговоров с поразительными откровениями, раскрывающими предысторию преступления… |                                                         |                                |                                     |                |
| |                                                         |                                |                                     |                |
| 195 (17x10) | «Посвящение» (итал. L'iniziazione)                      | Антонио Манетти, Марко Манетти | Сальваторе Де Мола                  | 28 апреля 2014 |
| Трое доминиканских мальчишек преследуют бродягу. Двое из них являются братьями: Рафаэль и Алехандро Ортега, третьего зовут Матео Моралес. Избиение бездомного, своего рода обряд посвящения в банду, заканчивается трагедией. Рафаэль в ярости. К своему ужасу, Алехандро видит, как его старший брат избил свою жертву до смерти. Братья живут с отцом, Диего Ортегой — человеком, который всегда боролся с бандой, чтобы забрать детей с улицы. Ему не требуется много времени, чтобы понять, что дети совершили преступление. Он думает, что может спасти их, но полиция уже идёт по горячим следам…                                     |                                                         |                                |                                     |                |
| |                                                         |                                |                                     |                |
| 196 (17x11) | «При свете солнца» (итал. Alla luce del sole)           | Антонио Манетти, Марко Манетти | Джулио Кальвани, Валерио Чилио      | 5 мая 2014     |
| Паоло Тарантини, преступник, имеющий старые счёты с Терцани, совершает побег из тюрьмы. Информация о том, что «Красный», друг и сообщник Тарантини, был убит в Апулии несколькими днями ранее, заставляет Марко и Рекса поехать туда. Задолго до «Красного», Тарантини с братьями Пацци грабили банк. «Красный» был единственным, кто знал, где спрятано награбленное. По этой причине Пацци пытали и убили его, из-за чего Тарантини и вернулся в Апулию. Бывшие сообщники ищут деньги и готовы на всё ради их заполучения. Опасное задание для нашего четвероногого героя, которого беспощадно отравят…                                   |                                                         |                                |                                     |                |
| |                                                         |                                |                                     |                |
| 197 (17x12) | «Весёлые пираты» (итал. Gli allegri bucanieri)          | Антонио Манетти, Марко Манетти | Джулио Кальвани, Валерио Чилио      | 5 мая 2014     |
| Вторая часть истории посвящена охоте за сокровищами в живописной сельской местности Апулии. Терцани использует свои детективные навыки, чтобы найти место захоронения клада. Это драматическая гонка со временем, где состояние Рекса постепенно ухудшается, пока у него совсем не остаётся сил помочь своему хозяину. Когда они прибывают на заброшенную ферму, где спрятана добыча, сильно ослабший Рекс уже умирает… |                                                         |                                |                                     |                |
| |                                                         |                                |                                     |                |

### Восемнадцатый сезон (2015)
| Номер | Название                                               | Режиссёр                       | Сценарий                              | Дата премьеры   |
| --- | ------------------------------------------------------ | ------------------------------ | ------------------------------------- | --------------- |
| 198 (18x01) | «Селеста» (итал. Celeste)                              | Антонио Манетти, Марко Манетти | Микеланджело Ла Неве                  | 27 февраля 2015 |
| Зверское убийство происходит позади римского ночного клуба. Преступник — Массимо Бревильери, отпрыск из богатой семьи. Его отец Джованни готов пойти на всё, чтобы спасти своего сына от тюрьмы, даже прибегнуть к помощи со стороны криминала. Он нанимает человека, чтобы убить девушку, которая видела лицо Массимо: Селеста Лоран, французская супермодель, присутствовавшая в ночном клубе в то же время. Селеста обладает VIP-статусом, так что полиции следует осторожно вести себя с ней. Терцани поселяет красивую девушку у себя дома вместе с Рексом, чтобы обеспечить защиту подальше от папарацци. Но не всё так просто: постоянные засады наёмных убийц, которые, похоже, очень хорошо осведомлены, где находятся Терцани и Рекс, наводят на мысль, что в самой полиции завёлся «крот». |                                                        |                                |                                       |                 |
| |                                                        |                                |                                       |                 |
| 199 (18x02) | «Исчезнувший труп» (итал. Il cadavere scomparso)       | Антонио Манетти, Марко Манетти | Микеланджело Ла Неве                  | 27 февраля 2015 |
| |                                                        |                                |                                       |                 |
| |                                                        |                                |                                       |                 |
| 200 (18x03) | «Дни богомола» (итал. I giorni della mantide)          | Антонио Манетти, Марко Манетти | Кристиано Бриньола                    | 6 марта 2015    |
| Во время операции Терцани и Рекс обнаруживают загадочный труп, спрятанный в артезианской скважине. Покойник не имеет ничего, с помощью чего можно определить его личность: абсолютно голый и без документов. Единственной очевидной приметой является только цвет кожи. Расследование позволяет узнать, где и с кем он провёл свои последние часы, подозрение падает на человека, видевшего его живым в последний раз: Вероника Лучини, женщина, подозрительно исчезнувшая вскоре после убийства и имевшая связь с неким Джамалом Агбадже — он был довольно навязчив по отношению к ней, будучи в розыске. Терцани и Рекс замечают, что всё не совсем так, как кажется, и за убийством кроется уголовный сценарий куда шире и ближе к международному терроризму.                                      |                                                        |                                |                                       |                 |
| |                                                        |                                |                                       |                 |
| 201 (18x04) | «Календарь» (итал. Il calendario)                      | Антонио Манетти, Марко Манетти | Алессандро Анибалли, Джордано Де Лука | 13 марта 2015   |
| |                                                        |                                |                                       |                 |
| |                                                        |                                |                                       |                 |
| 202 (18x05) | «Ревность» (итал. Gelosia)                             | Антонио Манетти, Марко Манетти | Алессандро Анибалли, Джордано Де Лука | 20 марта 2015   |
| |                                                        |                                |                                       |                 |
| |                                                        |                                |                                       |                 |
| 203 (18x06) | «Призрачный Робин» (итал. Il pettirosso fantasma)      | Антонио Манетти, Марко Манетти | Микеланджело Ла Неве                  | 29 мая 2015     |
| |                                                        |                                |                                       |                 |
| |                                                        |                                |                                       |                 |
| 204 (18x07) | «Улыбка осуждённого» (итал. Il sorriso del condannato) | Антонио Манетти, Марко Манетти | Микеланджело Ла Неве                  | 29 мая 2015     |
| |                                                        |                                |                                       |                 |
| |                                                        |                                |                                       |                 |
| 205 (18x08) | «Авторские воры» (итал. Ladri d'autore)                | Антонио Манетти, Марко Манетти | Паоло Баравелли, Кристиано Бриньола   | 5 июня 2015     |
| |                                                        |                                |                                       |                 |
| |                                                        |                                |                                       |                 |
| 206 (18x09) | «Эффект плацебо» (итал. Effetto placebo)               | Антонио Манетти, Марко Манетти | Кристиано Бриньола                    | 13 июня 2015    |
| |                                                        |                                |                                       |                 |
| |                                                        |                                |                                       |                 |
| 207 (18x10) | «Карантин» (итал. Quarantena)                          | Антонио Манетти, Марко Манетти | Массимо Реале                         | 13 июня 2015    |
| |                                                        |                                |                                       |                 |
| |                                                        |                                |                                       |                 |
| 208 (18x11) | «Комната 110» (итал. Stanza 110)                       | Антонио Манетти, Марко Манетти | Федерико Фаво                         | 19 июня 2015    |
| |                                                        |                                |                                       |                 |
| |                                                        |                                |                                       |                 |